# Miedzyń

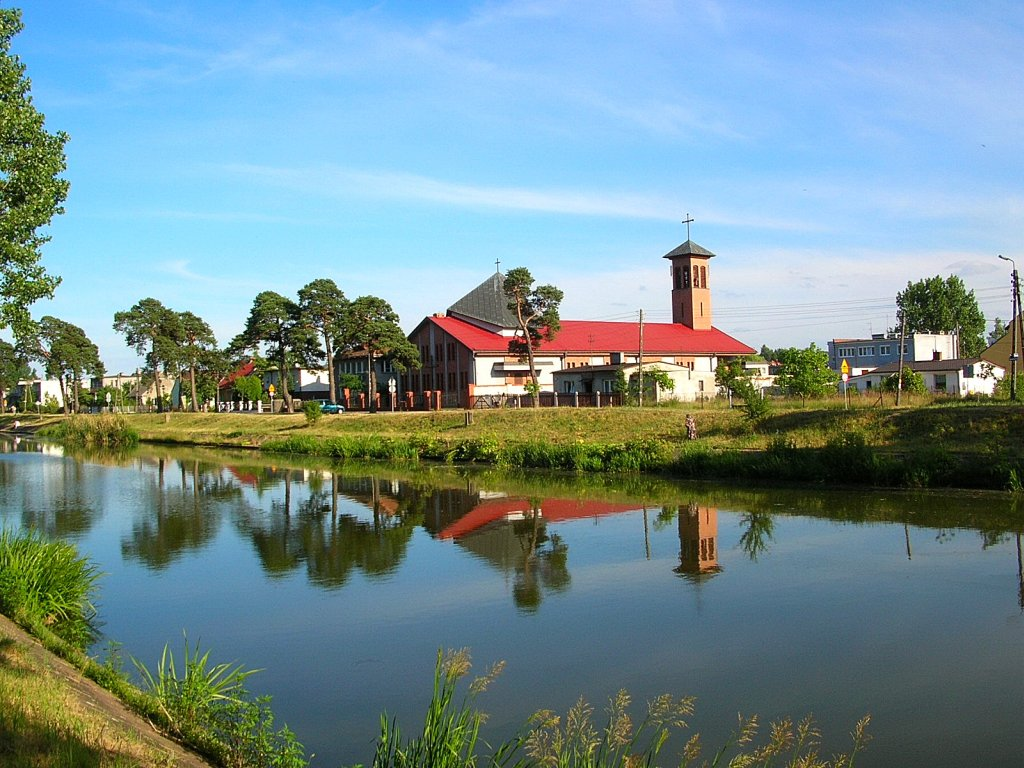
Kościół Najświętszej Maryi Panny z Góry Karmel przy ul. Spacerowej nad Kanałem Bydgoskim

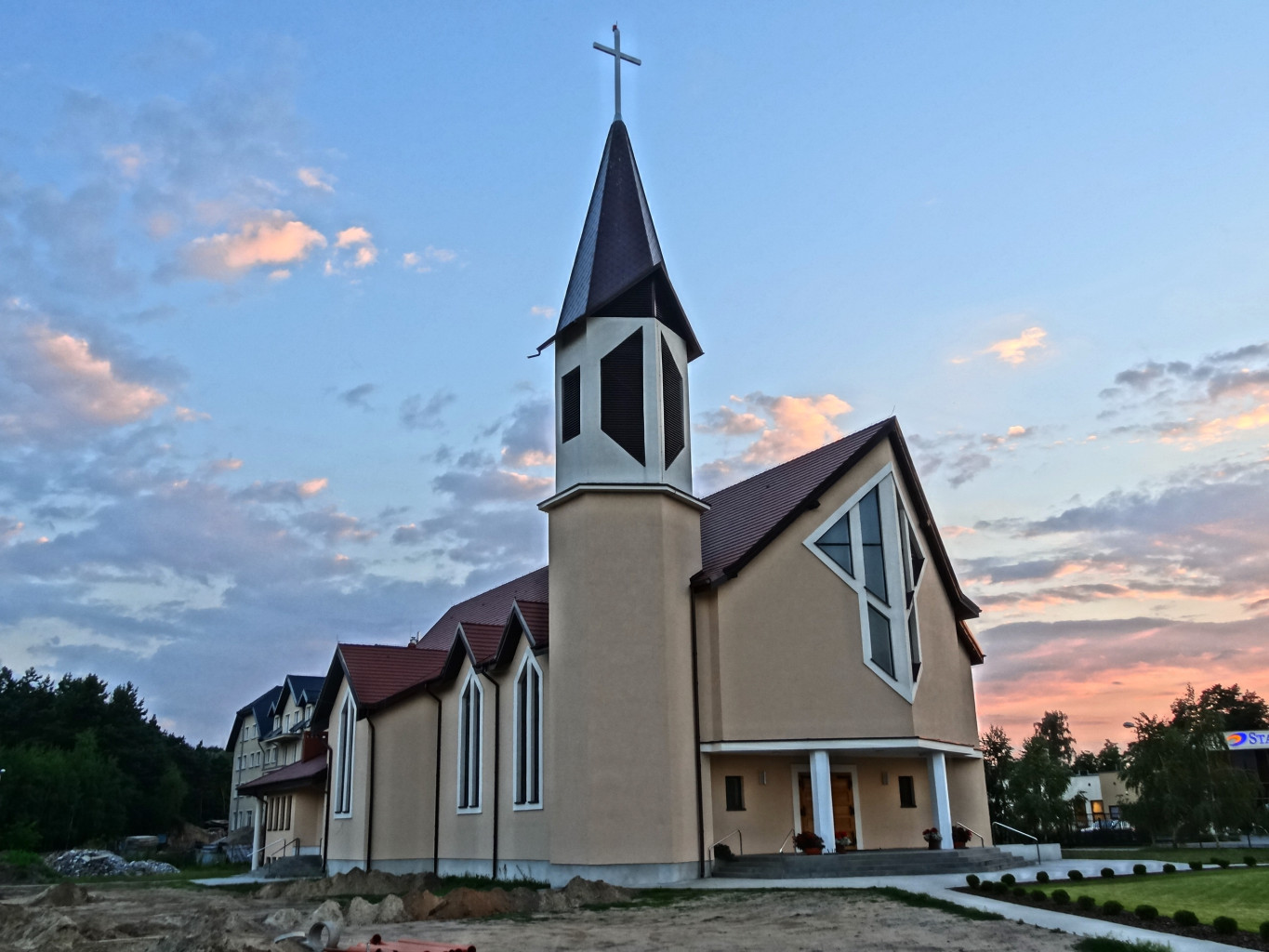
Kościół pw. św. Michała Kozala

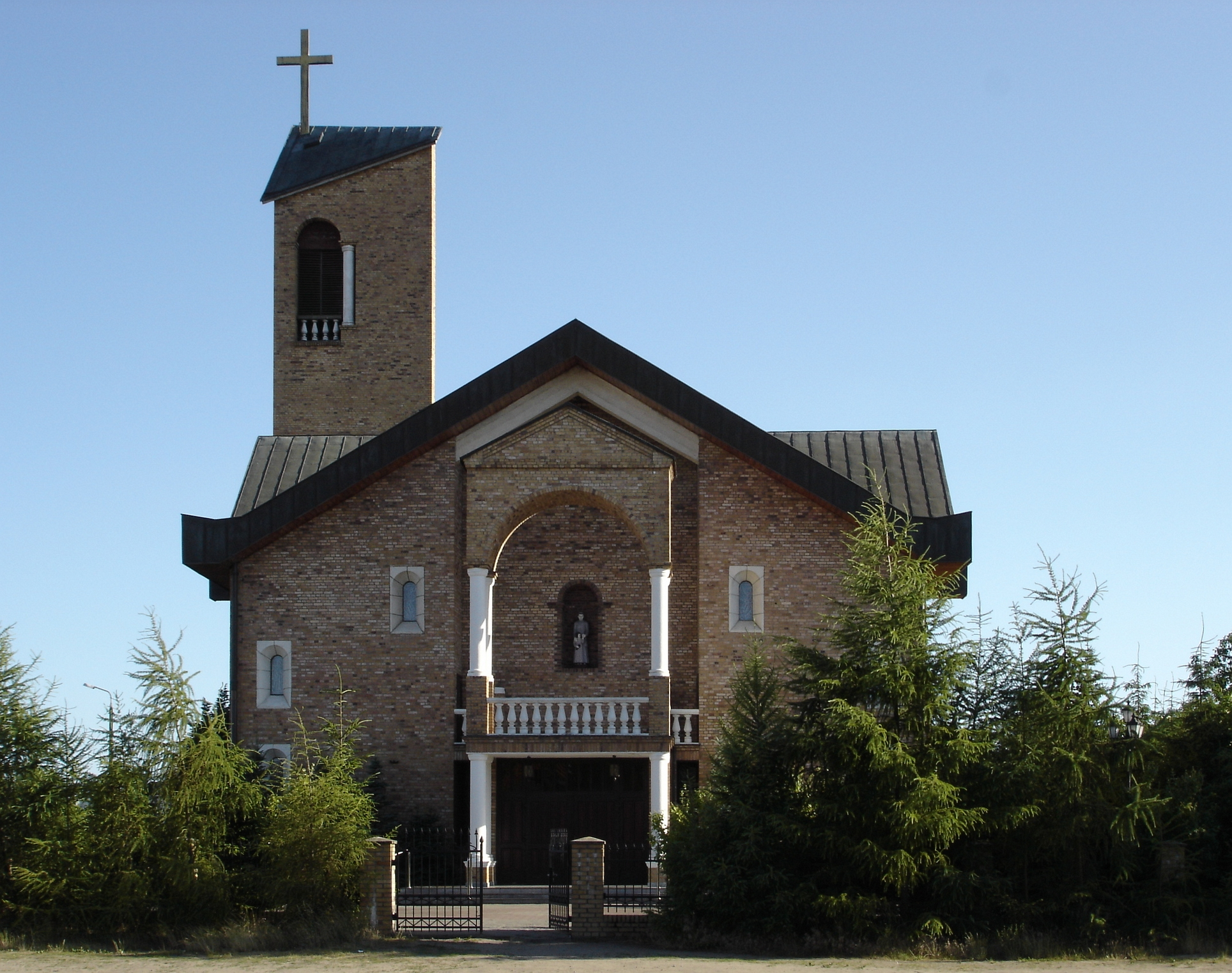
Kościół pw. św. Urszuli Ledóchowskiej

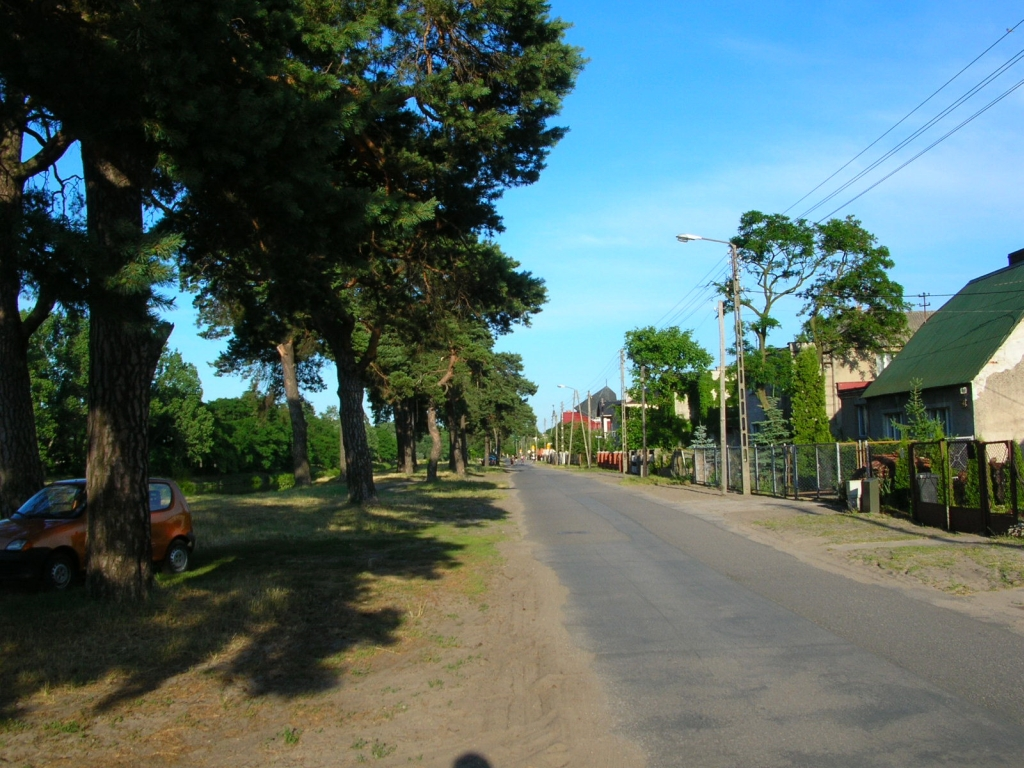
Ulica Spacerowa

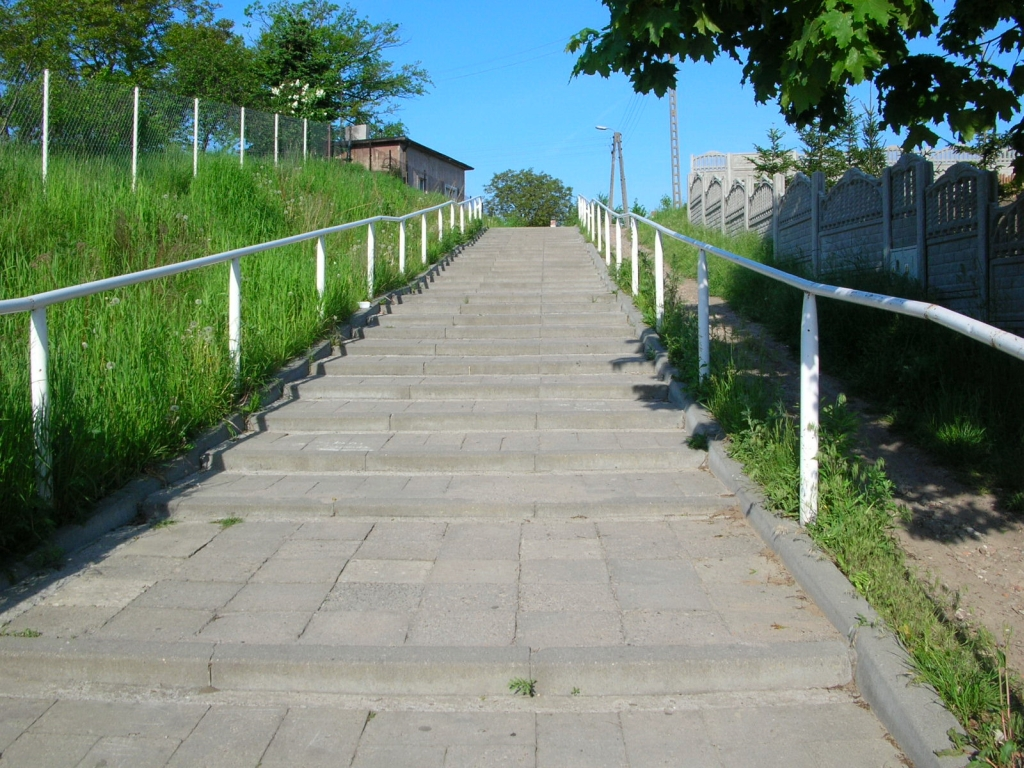
Schody na Zboczu Bydgoskim oddzielającym dolny taras od górnego (ul. Pagórek)

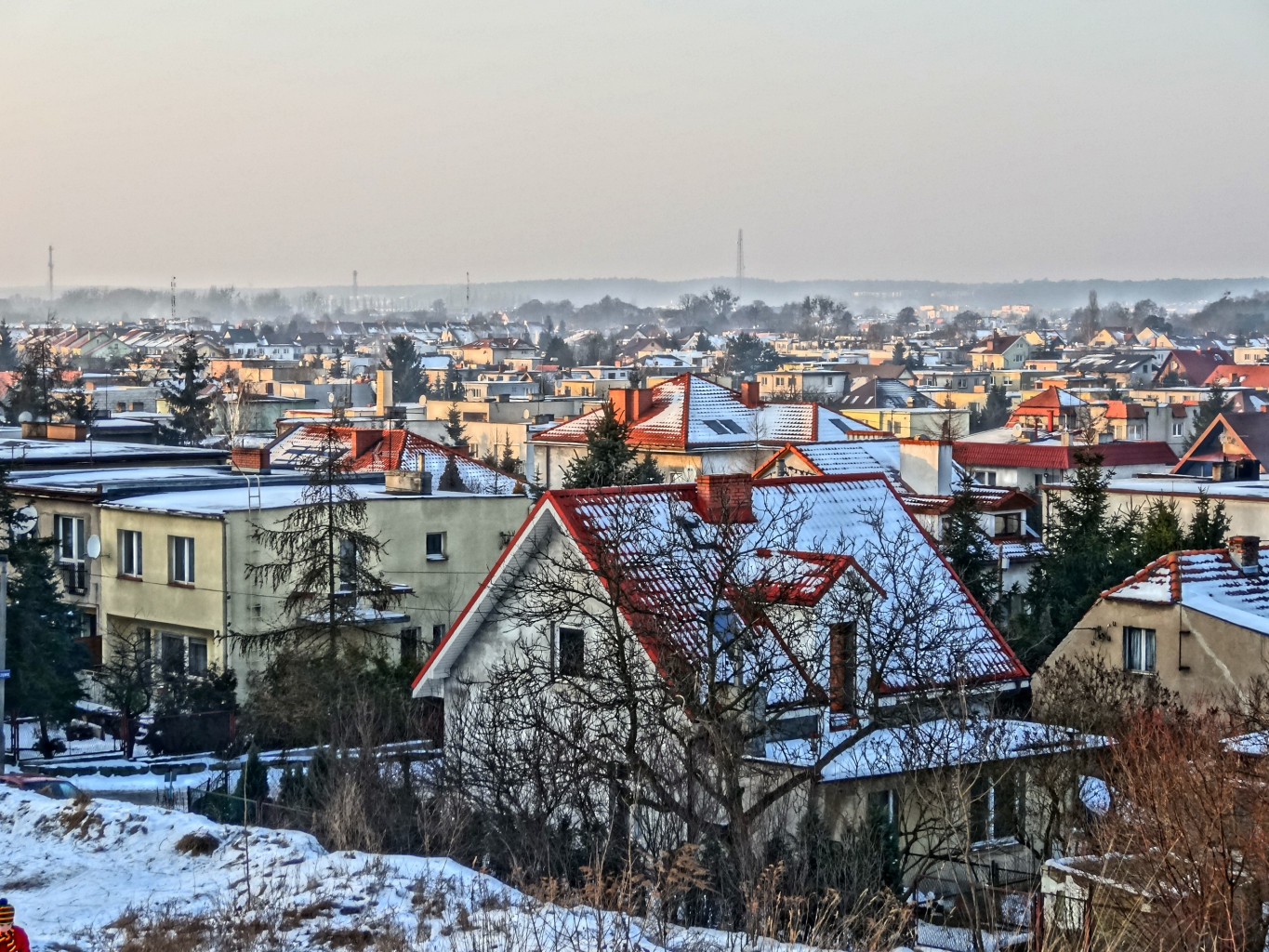
Widok z górnego tarasu zimą

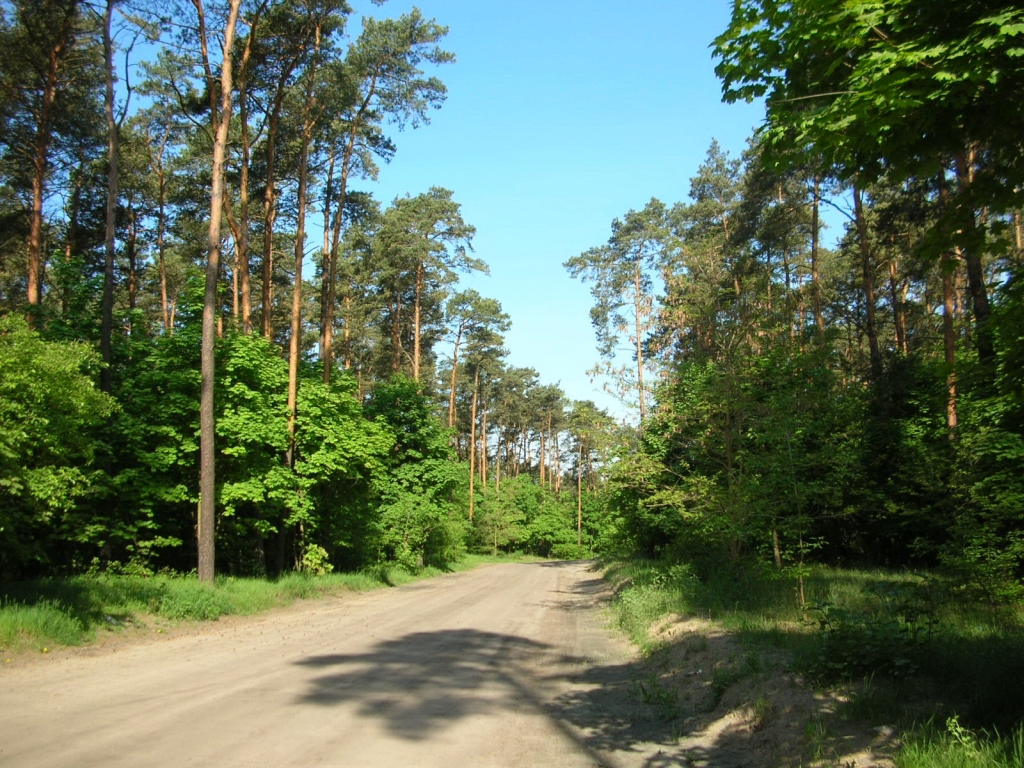
Las miedzyński (fragment ul. Maciaszka)

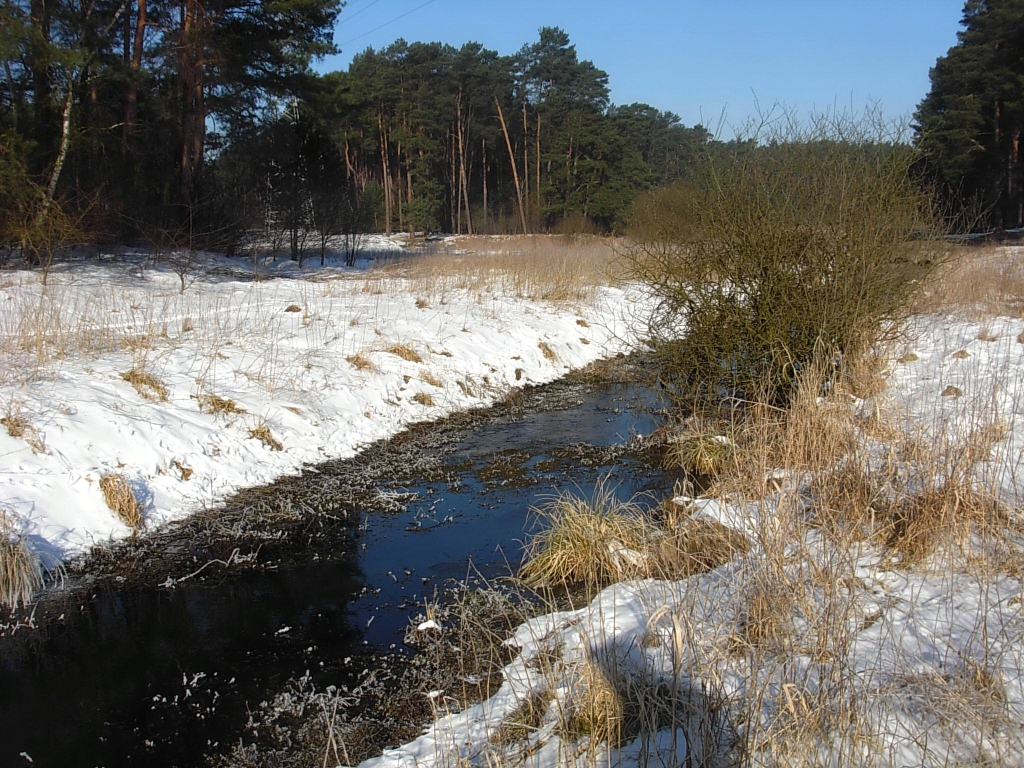
Łąki Podprądy ze Strugą Młyńską

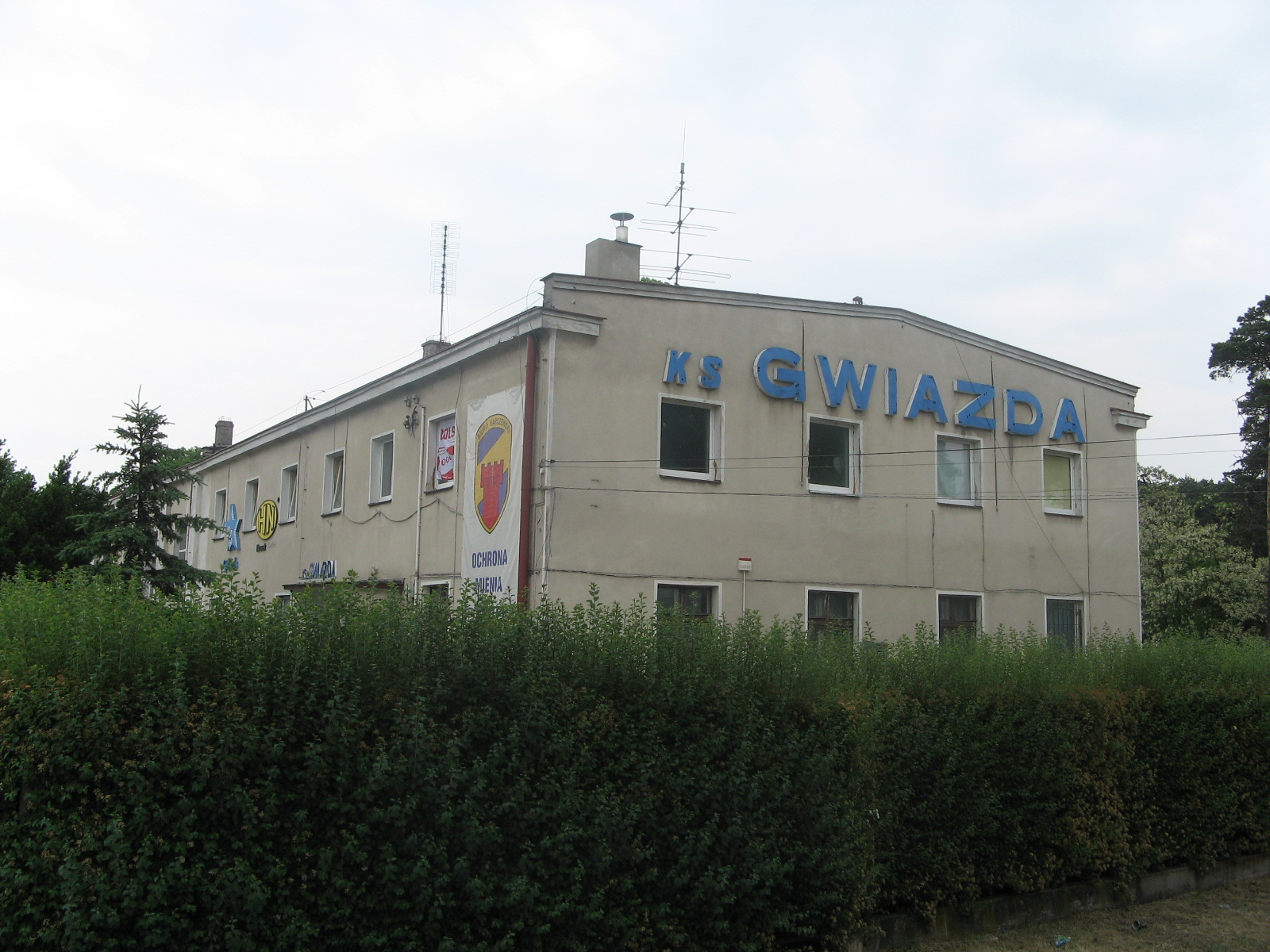
Gwiazda Bydgoszcz

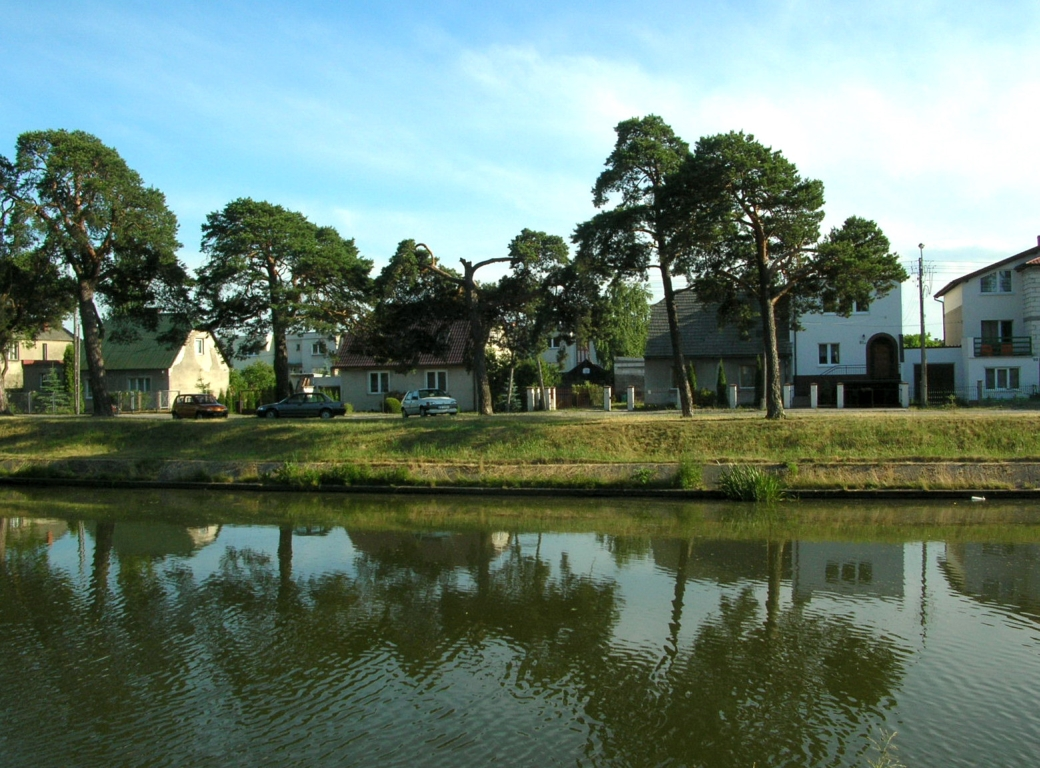
Widok znad Kanału Bydgoskiego

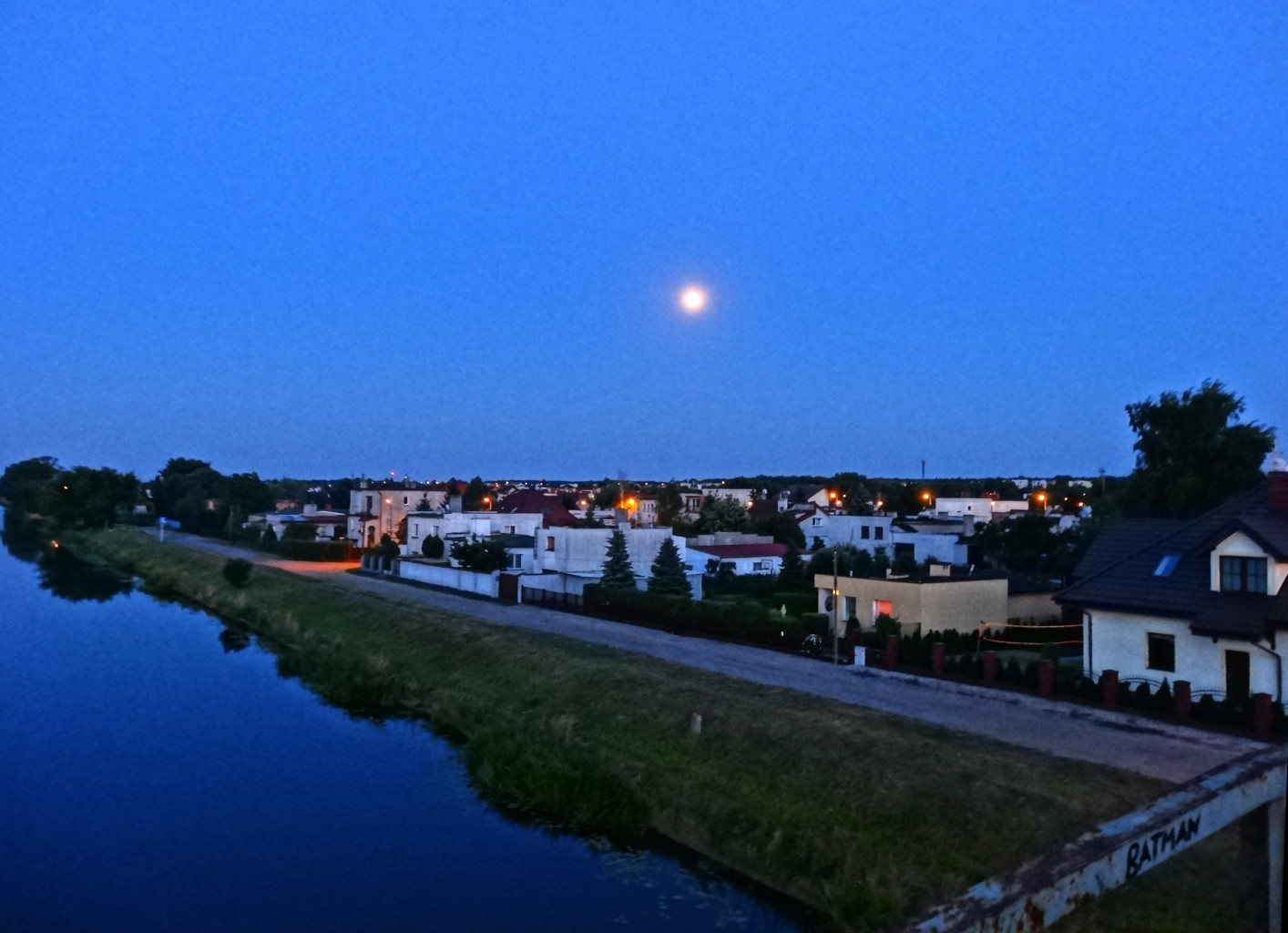
Miedzyń nocą

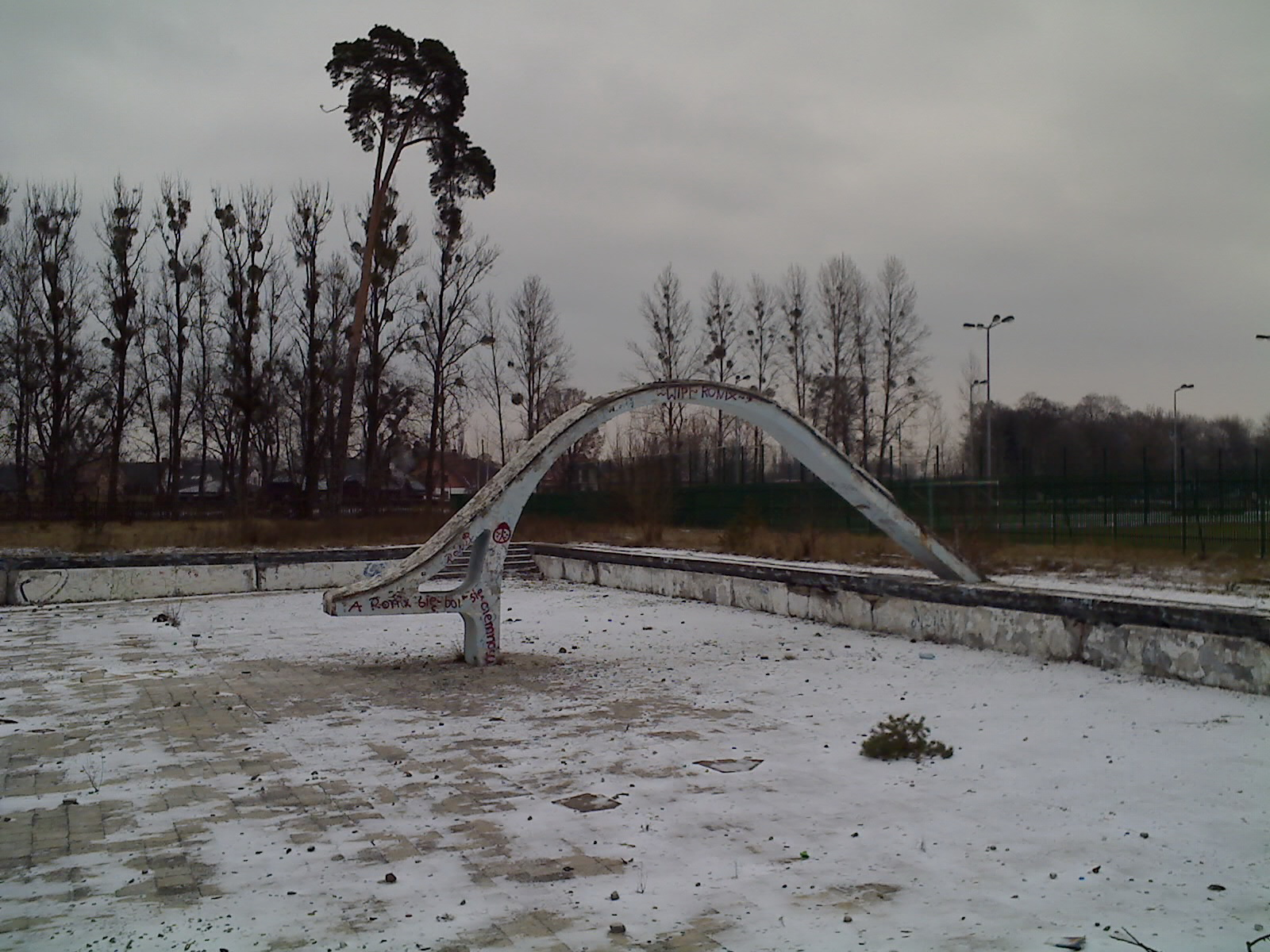
Nieistniejący już basen odkryty na Miedzyniu

Miedzyń (niem. Miedzin – 1789, Miedzyn – 1860, Schleusendorf – 1885) – jednostka urbanistyczna (osiedle) miasta Bydgoszczy, położona w jego zachodniej części, między Kanałem Bydgoskim a lasami Puszczy Bydgoskiej.

## Położenie
Miedzyń usytuowany jest w zachodniej części Bydgoszczy. Sąsiaduje od zachodu z osiedlem Prądy, od wschodu poprzez linię kolejową nr 131 z osiedlem Jary, a na północy poprzez Kanał Bydgoski z Osową Górą i Flisami. Na południu natomiast styka się z lasem.
Pod względem fizyczno-geograficznym osiedle leży w obrębie makroregionu Pradolina Toruńsko-Eberswaldzka, w mezoregionie Kotlina Toruńska. Większa część osiedla znajduje się w mikroregionie Miasto Bydgoszcz Północne (taras dolny, ok. 52 m n.p.m.), natomiast część leżąca na południu, oddzielona Zboczem Bydgoskim należy do mikroregionu Miasto Bydgoszcz Południowe (taras górny, ok. 70 m n.p.m.).
Historycznie do obecnej jednostki urbanistycznej należy gmina Miedzyń włączona do miasta w 1920 r. oraz wschodni fragment gminy Prądy włączonej do Bydgoszczy w 1954 r.

## Charakterystyka
Osiedle Miedzyń pod względem fizjograficznym położone jest na dwóch poziomach oddzielonych Zboczem Bydgoskim o wysokości względnej ok. 18 m. Płaskowyż, na którym położona jest górna część osiedla, stromo opada ku północy, tworząc niebagatelne deniwelacje (pochylenie ulicy Widok sięga 11%). W zboczu znajdują się dwie dolinki denudacyjne odwadniane przez cieki wodne, m.in. Strugę Młyńską. Cieki te uchodzą do Kanału Bydgoskiego. Miejscami utworzone są stawy przepływowe.
W okolicy w zasadzie nie ma przemysłu, ani uciążliwych tras komunikacyjnych. Przez osiedle biegnie jedynie droga powiatowa – ul. Nakielska, przez którą Miedzyń połączony jest z centrum miasta oraz z Łochowem i Nakłem nad Notecią, oraz fragment ul. Bronikowskiego łączący osiedle z Flisami i Czyżkówkiem. Wśród infrastruktury osiedla znajdują się m.in. dwa publiczne przedszkola, dwa zespoły szkół, klub sportowy „Gwiazda”, marina na Kanale Bydgoskim.
Do przedsięwzięć ujętych w „Planie Rozwoju Bydgoszczy na lata 2009-2014”, a dotyczących Miedzynia należą: przebudowa ul. Nakielskiej na odcinku od ul. Wrocławskiej do ul. Lisiej oraz budowa zachodniej obwodnicy Śródmieścia – II i III etap.

### Nazwa
Nazwa Miedzyń pochodzi od słowa miedza, miedzna, co oznacza granicę”; względnie od ap. miedzny, miedznik „granicznik” z wtórnym – yń (na miedzach zostawiano drzewa albo i zarośla, więc wyraz mógł oznaczać „drzewa, las”). Istniejący tu dawniej folwark miejski występował pod nazwami Miedzna, Miedznia, a w XIX w. – Miedzyń. Urzędowa nazwa Miedzyn (występująca m.in. na mapie Regierung Bezirk Bromberg z 1840 r.) po 1865 r. została zmieniona na Schleusendorf („wieś śluz”).

### Ludność
W 1970 r. Miedzyń zamieszkiwało 6,6 tys. osób, 20 lat później – 9,9 tys.. W kolejnych latach liczba mieszkańców rosła: w 1998 r. wynosiła 10,9 tys. osób, a w 2007 i 2010 r. – 11,5 tys.. 24 lipca 2017 liczba mieszkańców osiedla (łącznie z Prądami) wynosiła 11 677 osób.

### Rekreacja
Na terenie Miedzynia znajduje się ok. 6 ha terenów zieleni urządzonej, zlokalizowanej przy starym Kanale Bydgoskim oraz 19 ha zieleni nieurządzonej. Niski wskaźnik zieleni urządzonej kompensują otaczające osiedle lasy. Zapleczem rekreacyjnym jest Puszcza Bydgoska, nazywana w pobliżu osiedla Lasem Miedzyńskim. Ma on charakter boru świeżego. Od granicy osiedla do Białych Błot ciągnie się malownicza dolina Strugi Młyńskiej otoczona Łąkami Podprądy. W Białych Błotach Nadleśnictwo Bydgoszcz urządziło leśną ścieżkę dydaktyczną z 13 przystankami (w 2020 poddano ją rewaloryzacji). Ciągi spacerowe istnieją również wzdłuż Kanału Bydgoskiego. Od wschodniej części Miedzynia aż do Ronda Grunwaldzkiego rozciągają się planty nad Kanałem Bydgoskim, będące drugim co do wielkości parkiem bydgoskim. Ponadto wzdłuż Zbocza Bydgoskiego o wysokości względnej 15–20 m biegnie ścieżka, skąd można podziwiać widoki zachodniej Bydgoszczy, m.in. Osowej Góry oraz Czyżkówka.
W 2011 na terenie osiedla znajdowały się następujące obiekty sportowe i rekreacyjne:
- zespół typu Orlik 2012 – ul. Pijarów 4
- boisko do piłki siatkowej – ul. Nakielska 84
- boisko do baseballa – ul. Krokusowa
- stadion sportowy Gwiazda Bydgoszcz – ul. Nakielska 84
- marina Gwiazda – ul. Nakielska 84
- kort tenisowy – ul. Kalinowa/Olszówkowa
- place zabaw (ul. Nakielska 237, ul. Pijarów 4, od 2015 także u zbiegu Maciaszka i Krokusowej; w 2017 przy ul. Widok – podniebna deskorolka, bocianie gniazdo i stół do tenisa)

W 2018 przy Kanale Bydgoskim, pomiędzy ulicami Polanicką i Głogowską, powstała siłownia zewnętrzna i ścieżka zdrowia, zrealizowana przez firmę Educarium w ramach budżetu obywatelskiego (koszt łącznie z placem zabaw przy ul. Widok wyniósł 200 tys. zł).
Rozwój terenów zieleni zawarty w planach urbanistycznych Bydgoszczy zmierza do powołania parku dzielnicowego dla Miedzynia między ul. Pijarów, a ul. Widok, uwzględniającego urządzenia sportowe przeznaczone dla różnych grup wiekowych. Studium transportowe Bydgoszczy przewiduje realizację m.in. drogi rowerowej wzdłuż ulicy Nakielskiej.
25 czerwca 2014 prezydent Bydgoszczy zapowiedział budowę w l. 2014–2015 basenu na Miedzyniu, Osiedlu Leśnym i Kapuściskach. Lokalizacja ta, poparta podpisami 4276 pełnoletnich mieszkańców, została usankcjonowana Uchwałą Rady Miasta nr LX/1260/14. Starania o budowę basenu na Miedzyniu rozpoczęły się w 1992 wraz z powstaniem projektu technicznego rozbudowy i modernizacji Szkoły Podstawowej nr 18. Mając na uwadze powstanie w przyszłości krytej pływalni zrealizowano już wówczas odpowiednie podłączenie mediów (przyłącza wod-kan. i energetyczne) oraz zainstalowano kocioł o mocy wystarczającej do ogrzania obiektu i wody w basenie. W 2016 realizacja basenu została przesunięta na lata 2017-2018, w końcu 2017 zapowiedziano, że budowa rozpocznie się w roku 2019, jednak - oficjalnie ze względów finansowych - w roku tym nie nastąpiło ogłoszenie przetargu na budowę. Środki na inwestycję w budżecie miasta (około 15 mln zł) wbrew wcześniejszym zapowiedziom zapewniono dopiero w roku 2020, kiedy w drodze aukcji elektronicznej wyłoniono wykonawcę (Alstal, 17,9 mln zł). Ze względu na ograniczone możliwości terenowe, obiekt posiada powierzchnię blisko 1600 metrów kwadratowych, na której znajdują się niecka basenu, dwa brodziki dla dzieci z małą pochylnią-zjeżdzalnią, wanny SPA oraz strefa fitness. Nowa pływalnia została przystosowana do potrzeb osób niepełnosprawnych. Obiekt miał zostać zrealizowany w ciągu 18 miesięcy od daty podpisania umowy, to jest do jesieni 2022 roku. Wiosną 2022 na elewacji obiektu zamontowano okładziny pokryte krystaliczną powłoką, których barwy (pomarańczowy, zielony i brązowy) zmieniają się w zależności od kąta patrzenia i światła.
Oficjalne otwarcie obiektu, który otrzymał nazwę "Łabędź", nastąpiło 20 października 2022.

Od 2015 w otaczających dzielnicę lasach corocznie w maju organizowany jest Bieg na Miedzyniu.
W 2018 na terenie klubu sportowego „Gwiazda” kosztem ponad 3 mln zł powstało nowe, pełnowymiarowe boisko ze sztuczną murawą, oświetleniem, piłkochwytami i ogrodzeniem. Otwarcie obiektu nastąpiło 10 października 2018.
W 2019 przedstawiona została koncepcja studentów Uniwersytetu Technologiczno-Przyrodniczego na zagospodarowanie brzegów Kanału Bydgoskiego między Śluzą VI a Śluzą Osowa Góra, przewidująca powstanie w tym miejscu przeszklonych restauracji, ogródków gastronomicznych, galerii sztuki, mostków, wypożyczalni kajaków i łódek, nastrojowo oświetlonych ścieżek spacerowych i placów zabaw.

### Ochrona przyrody
Na terenie Miedzynia znajdują się cztery pomniki przyrody: klon zwyczajny o obwodzie 382 cm przy ul. Maciaszka 120 (w 2020 z uwagi na jego osłabienie postanowiono go ogrodzić), topola czarna o obwodzie w pierśnicy ponad 430 cm przy ul. Nakielskiej-Plażowej, „Lipa Napoleona” o obwodzie 442 cm przy ul. Osada 15 (uszkodzona w czasie nawałnicy latem 2017) oraz trzy olsze czarne o obwodach ok. 350 cm przy ul. Nakielskiej. W 1937 na obszarze dzielnicy odnotowano obecność bożodrzewu gruczołowatego przy ul. Pagórek.
W końcu 2017 w ramach projektu międzynarodowego CitiEnGov na budynku szkolnym przy ul. Pijarów zostały zamontowane urządzenia mierzące stan jakości powietrza PM10.

## Historia

### Okres staropolski
Miedzyń został odnotowany w źródłach pisanych po raz pierwszy w 1583 r. jako osada młyńska. Początkowo stanowił uposażenie starostwa bydgoskiego, lecz w XVII wieku przeszedł na własność miasta Bydgoszczy. W księgach ekonomicznych miasta Bydgoszczy z lat 1742-1765 odnotowany jest jako folwark miejski Miednia. W 1742 r. przynosił on miastu ponad 54 zł dochodu i zaliczał się do stosunkowo mało oczynszowanych dóbr miejskich. Młyn wodny położony był przy strudze Miedzna, która spływała z górnego tarasu ku dolinie, w której w 1774 r. zbudowano Kanał Bydgoski. Do 1758 r. dzierżawcą folwarku był Wawrzyniec Kręzelczyk, a w roku jego śmierci ciężary podatkowe przejął Adam Łas, arendarz z folwarku Szwederowo. Zachowane dokumenty z lat 1760-1762 stwierdzają, że folwark był opuszczony.
Na terenie obecnego osiedla Miedzyń przy ul. Widok istniała także osada (folwark) Wilczak Mały, być może tożsamy z osadą Wilcze wydzierżawioną 9 kwietnia 1733 r. na 40 lat Zofii i Stanisławowi Gliszczeńskim przez radę miasta Bydgoszczy.

### Okres zaboru
W XIX wieku Miedzyń był samodzielną wsią, należącą do gromady Prądy. Na mapie Schulza z 1857 r. wieś Miedzyń położona była w rejonie ul. Pijarów w rejonie wąwozu odwadnianego przez ciek wodny (struga Miedzna) uchodzący do Kanału Bydgoskiego. Na zachodzie przy ul. Maciaszka (dawniej ul. Inflanckiej) znajdowała się „Kolonia Miedzyń”, złożona z kilku domostw, zaś na wschodzie, na górnym tarasie – osada Wilczak Mały. Jeszcze w 1836 centrum miejscowości widnieje na mapach jako Gross Miedzyn.
Spis miejscowości rejencji bydgoskiej z 1833 r. podaje, że we wsi Miedzyn mieszkało 119 osób (89 ewangelików, 30 katolików) w 20 domach. Według opisu Jana Nepomucena Bobrowicza z 1846 r. Miedzyń należał do majątku Białebłoto należącego do miasta Bydgoszczy. Kolejny spis z 1860 r. podaje, że we wsi mieszkało 169 osób (156 ewangelików, 13 katolików) w 24 domach. Dzieci uczęszczały do szkoły w Prądach. Miejscowość należała do parafii katolickiej i ewangelickiej w Bydgoszczy. W 1872 na wschodnich obrzeżach Miedzynia uruchomiono linię kolejową do Poznania przez Inowrocław. Pierwsze projekty tej linii przewidywały jej inny przebieg, miała ona bowiem biec wzdłuż ul. Nakielskiej i następnie skręcać w kierunku Białych Błót i Ciela. 
Według spisu z 1885 r. Wilczak Mały liczył 32 budynki z 208 mieszkańcami, w tym 29 katolików i 179 ewangelików. Słownik geograficzny Królestwa Polskiego dla roku 1884 podaje, że w miejscowości Miedzyń mieszkało 296 osób (259 ewangelików, 37 katolików) w 33 domostwach. W końcu XIX wieku Miedzyń (który wchłonął Wilczak Mały) graniczył na zachodzie z wsią Prądy (niem. Prondy), na wschodzie z wsią Wilczak Wielki (niem. Prinzenthal), na północy granicę stanowił Kanał Bydgoski, a na południu – szosa szubińska. 1 grudnia 1905 miejscowość zamieszkiwało 575 osób. Właściwy dla Miedzynia urząd stanu cywilnego znajdował się na Okolu (dystrykt Bromberg II), parafia ewangelicka - na Wilczaku, natomiast katolicy przypisani byli do bydgoskiej fary. Według oficjalnego spisu władz pruskich w 1910 r. na Miedzyniu było 91 budynków i 807 mieszkańców, w tym 48 posługiwało się językiem polskim, a 759 – niemieckim. Na północno-wschodnich krańcach obecnej dzielnicy, przy ul. Bronikowskiego nad Starym Kanałem Bydgoskim, funkcjonowała wówczas (przełom XIX i XX wieku) restauracja Wilkego, z kolei przy obecnej ul. Nakielskiej 88 Garten-Etablissement Carla Schülera.

### Dwudziestolecie międzywojenne
1 kwietnia 1920 r. gmina Miedzyń o powierzchni 257,5 ha wcielona została do Bydgoszczy. Mieszkało tu wówczas 860 osób, w tym sporo Niemców (głównie przy ulicy Inflantskiej – dzisiaj Maciaszka). 26 kwietnia 1920 r. utworzono na Miedzyniu najstarszy bydgoski klub sportowy MKS Gwiazda. Boisko klubowe zostało zbudowane w r. 1928 jako stadion im. Idziego Świtały.
W okresie międzywojennym był to teren mało zurbanizowany. Rozproszona zabudowa istniała wzdłuż ul. Nakielskiej, Pijarów oraz Inflanckiej, Osada, Trentowskiego i Leszczyna na górnym tarasie. W 1931 powstało stowarzyszenie mieszkańców, próbujące skłonić władze miejskie m.in. do poprawy komunikacji z centrum miasta. Miejscowa szkoła powszechna (obecnie nr 18, w 1936 – Publiczna Szkoła Powszechna im. Franciszka Żwirki i Stanisława Wigury) mieściła się w istniejącym do dzisiaj ceglanym budynku przy ul. Nakielskiej 199. W roku 1939 zamierzano oddać do użytku nowy budynek szkolny przy ul. Pijarów 4. Niestety, pierwszy dzień roku szkolnego okazał się pierwszym dniem wojny. Nieopodal – przy ul. Pijarów 3 – znajduje się dawny dom nauczycielski.

### Okres PRL
Po II wojnie światowej na terenie osiedla nastąpił rozwój budownictwa jednorodzinnego. W 1953 r. przy ul. Nakielskiej zbudowano basen wraz z restauracją „Wodnik”, który stanowił najpopularniejsze w mieście kąpielisko letnie. W latach 1955–1965 w wyniku przeglądu terenów leżących w obrębie obszaru zainwestowania miejskiego, uzbrojonych bądź łatwych do uzbrojenia, Prezydium Miejskiej Rady Narodowej wyłoniło tereny na Miedzyniu nadające się pod zabudowę mieszkaniową. Przy ul. Nakielskiej – Słonecznej zrealizowano w pierwszej połowie lat 60. grupy kilku budynków, oparte na projektach z katalogu budynków typowych, budowane z cegły, w większości z dachami stromymi, kryte dachówką ceramiczną.
Intensywniejsza zabudowa osiedla datuje się od 1961 r., kiedy bydgoska Miejska Rada Narodowa wyznaczyła na tym terenie działki budowlane pod budownictwo indywidualne, finansowane ze środków własnych ludności. W ślad za tym nie szły jednak przedsięwzięcia dotyczące uzbrojenia terenów i budownictwa usługowego, jako że główny front robót dotyczył osiedli budownictwa wielorodzinnego realizowanych na górnym i dolnym tarasie miasta, a następnie w dzielnicy Fordon. W latach 1967–1969 Spółdzielcze Zrzeszenie Budowy Domków Jednorodzinnych zrealizowało zespoły domków jednorodzinnych przy ul. Nakielskiej – Plażowej. Na skutek sukcesywnej zabudowy już w latach 70. wytworzyły się wyraźne kompleksy zabudowy jednorodzinnej w rejonie ulic: Widok, Słonecznej, Nasypowej i Nakielskiej.
W 1961 r. dotychczasowy drewniany most drogowy przy ul. Bronikowskiego przebudowano na żelbetowy. W 1962 r. przy ul. Nakielskiej wybudowano drugą szkołę podstawową, która otrzymała numer 35. W 1974 wyasfaltowano ul. Nakielską. W późniejszych latach zbudowano ośrodek zdrowia (przy ul. Widok), pocztę i centralę telefoniczną przy ul. Nakielskiej, dwa kościoły parafialne (przy ul. Spacerowej i Ornej) oraz przejście nad torami w kierunku dzielnicy Błonie. Zamierzano wybudować tutaj również stację kolejową Bydgoszcz Błonie, jednakże pomimo znacznego stopnia zaawansowania (zbudowano zejścia z kładki w kierunku nieistniejących peronów), inwestycja ta nie została wówczas ukończona. W latach 70. zaczęła się gazyfikacja dzielnicy.

### Od 1989
W roku 1998 w nasypie kolejowym przy ul. Nakielskiej przebito tunel dla pieszych, nieco wcześniej (w 1991) udostępniono dla pieszych kładkę przez Kanał Bydgoski, położoną na zachód od istniejącego wcześniej mostu drogowego, zniszczonego w trakcie działań wojennych. Mieszkańcy od szeregu lat proponują odbudowę tego obiektu choćby w wersji ograniczonej do funkcji kładki dla pieszych.
W I dekadzie XXI wieku wybudowano na Miedzyniu szereg ulic o twardej nawierzchni, co stało się możliwe dzięki zakończeniu prac kanalizacyjnych. W 2005 r. utwardzono część ul. Maciaszka (1026 m) oraz ul. Głogowską (440 m) i Tczewską, w 2006 r. ul. Cieplicką (747 m) wraz z fragmentem ul. Spacerowej od ul. Polanickiej do Cieplickiej oraz ul. Maciaszka od ul. Wierzbowej do Pagórka, w 2007 r. ul. Żyzną, w l. 2007-2008 ul. Żywiecką, w l. 2008-2009 ul. Trentowskiego, a w 2009 r. ul. Pagórek, którą w następnym roku połączono przez las z tzw. obwodnicą miedzyńską (od 2014 al. Ofiar Hitleryzmu; w 2017 poddaną remontowi). W 2010 r. zbudowano z kolei szereg ulic położonych nieopodal kościoła św. Urszuli Ledóchowskiej w wieloboku Trentowskiego – Osada – Chłopska – Żniwna – Zapłotek – Widok. Wcześniej, w 2000 r., nawierzchnię asfaltową uzyskała ulica Wierzbowa (między ul. Nakielską a ul. Maciaszka). W 2013 wybudowano ulice Kartuską (325 m, koszt 679 tys. 144 zł) oraz Poziomkową (koszt 247 tys. zł), w przypadku których mieszkańcy zobowiązali się do pokrycia 25% kosztów inwestycji, czyli odpowiednio 180 i 62 tys. zł. W ramach tego samego programu w połowie 2014 przystąpiono do budowy parkingu na 41 samochodów o pow. 1091 m kw. u zbiegu ulic Ornej i Gromadzkiej (koszt 317 tys. zł, uroczystość otwarcia: 11.10.2014), 9 kwietnia 2015 oddano do użytku ulice Borowikową i Koźlakową (koszt 409 tys. 852 zł), 16 września 2015 dokonano odbioru wybudowanej ul. Konwaliowej (koszt ponad 122 tys. zł, udział mieszkańców 24,5 tys. zł), a 2 grudnia 2015 – ul. Rydzowej (koszt 258 tys. zł). Na przełomie 2015 i 2016 przystąpiono do budowy ulic Kalinowej i Czeremcha (koszt: 505 tys. 146 zł zł; każde gospodarstwo domowe wspomogło inwestycję kwotą blisko 3 tys. zł; wysokość partycypacji mieszkańców obniżono do 15 procent kosztów z powodu wcześniejszego współfinansowania budowy sieci kanalizacyjnej i wodociągowej – po 5 proc. od sieci), a także Kokosowej (koszt 514 tys. zł, wkład mieszkańców 77 tys. zł), Krzywej (część północna), Bluszczowej i Makowej (koszt ponad 1 mln zł, udział mieszkańców ponad 151 tys. zł, oddanie do użytku pierwszych dwóch 25 lipca 2016, a dwóch kolejnych w czerwcu 2016, kosztem 895 tys. 578 zł), a w II połowie 2016 – ul. Wiosennej, którą oddano do użytku 23 maja 2017 (koszt 374,5 tys. zł). W II połowie 2016 powstała ul. Przyleśna (koszt 175 tys. zł).
9 grudnia 2016 władze miejskie ogłosiły przetarg na zaprojektowanie i budowę ulicy Pijarów o długości 644 m (w tym 112 m o nawierzchni bitumicznej). Prace projektowe nad inwestycją wartości 2,5 mln zł rozpoczęto w marcu 2017 i skończono niespełna rok później; plac budowy przekazano wykonawcy 22 czerwca 2018, a rozpoczęcie prac nastąpiło 25 lipca 2018. Prace miały ulec zakończeniu na przełomie października i listopada 2018, a wykonawca (Prasbet Grudziądz) udzielił na nie 8-letniej gwarancji, jednak faktycznie prace zakończyły się w maju 2019, a ich odbiór nastąpił w lipcu 2019. 26 maja 2017 ogłoszono przetarg na budowę ulic Leszczyna i Osada (na odcinku Chłopska – Żytnia) (koszt realizacji: 3,8 mln zł; rozpoczęcie prac: 24 kwietnia 2018; przewidywany termin realizacji: maj-listopad 2018 – uległ kilkumiesięcznemu przesunięciu wpierw na luty, a ostatecznie na kwiecień 2019). W 2017 miasto zleciło wykonanie koncepcji programowo-przestrzennych dla ulic Jeżynowej, Botanicznej i Siewnej, a ponadto zaakceptowało projekt budowy ul. Legnickiej (550 m) oraz części ulic Krzywej i Podnóże przy partycypacji finansowej mieszkańców (realizacja pierwszej nastąpiła w II połowie 2019, dwie kolejne są na etapie projektowania). W 2018 ogłoszono przetarg na budowę ulic Botanicznej (715 m; koszt 4,3 mln zł) i Jeżynowej (622 m; koszt 2,54 mln zł) z terminem realizacji do wiosny 2019 roku (faktycznie prace podjęto 25 lipca 2019 i zakończono na przełomie 2019 i 2020 - w połowie lutego 2020 praktycznie gotowe były ul. Jeżynowa i zachodnia część Botanicznej), a także Siewnej (od 30 lipca do jesieni 2019; koszt 3,1 mln zł) oraz na utwardzenie pozostałej części ulicy Ornej, a także ul. Liściastej ażurowymi płytami betonowymi (termin realizacji 2018, koszt 0,85 mln zł), a ponadto – przy partycypacji mieszkańców – ul. Legnickiej, Cytrusowej oraz Paprociej. Koszt realizacji ostatniej z nich na odcinku Szczytowa – Jeżynowa wyniósł 184 tys. zł; otwarto ją 24 lipca 2018, natomiast ulica Cytrusowa (140 m; koszt 439 tys. zł) została zrealizowana w 2019 wraz z ul. Kwidzyńską (210 m) i Sztumską (310 m; łączny koszt realizacji obydwu: 1,35 mln zł), których budowa również została dofinansowana przez mieszkańców. Kolejnymi ulicami zbudowanymi dzięki finansowemu wsparciu mieszkańców będą Błękitna oraz część Cedrowej (140 m; koszt realizacji 439 tys. zł). W grudniu 2019 ogłoszono przetarg na realizację 280-metrowego odcinka ul. Szczytowej między ul. Wiśniową a Paprocią; również i ta inwestycja zrealizowana została dzięki finansowemu wkładowi mieszkańców (koszt realizacji: 590 tys. zł). Budżet miejski wziął natomiast na siebie koszt utwardzenia w 2020 ostatniego odcinka ul. Widok (na południe od Leszczyny) ażurowymi płytami betonowymi. Również w 2020 podpisano umowę na wykonanie projektu budowlanego ulic Wejherowskiej i Pszczelnej, realizacja pierwszej nastąpiła w 2022. W 2022 skierowano do realizacji budowę ulic katowickiej, Letniej i Fiołkowej.
Ponadto w kwietniu i maju 2014 zbudowano schody łączące ul. Malinową z ul. Nakielską w rejonie wylotu ul. Wejherowskiej, w 2016 schody przy ul. Wiśniowej oraz (w ramach budżetu obywatelskiego) chodnik między ulicami Nakielską i Jędrzejowską, a latem 2019 powstały schody łączące ul. Żyzną z ul. Nakielską i Szkołą Podstawową nr 35. W 2018 uzupełniono brakujące oświetlenie uliczne na ul. Trägerów, Sicieńskiej, Paprociej, Zasobnej, Żytniej, Warzywnej i Spacerowej (od Cieplickiej do Janowieckiej).
W ramach budżetu obywatelskiego powstały ponadto: plac zabaw i siłownia fitness u zbiegu ulic Maciaszka i Krokusowej (2015), siłownia zewnętrzna i ścieżka zdrowia nad Kanałem Bydgoskim między ulicami Polanicką i Głogowską oraz plac zabaw nieopodal przychodni zdrowia przy ul. Widok (2017). W 2017 w głosowaniu nad budżetem obywatelskim mieszkańcy postanowili o przeznaczeniu środków na zagospodarowanie terenów spacerowych nad Kanałem Bydgoskim między ul. Głogowską a Krośnieńską w oryginalne ławki, leżaki, stoły do gry w szachy i piłkarzyki (realizacja zadania marzec-kwiecień 2019), a w 2018 na budowę toru do jazdy na rowerach, rolkach, deskorolkach i hulajnogach (pumptrack) pomiędzy ul. Tczewską a ul. Krośnieńską, jednak miasto zadecydowało o jego powstaniu w innej lokalizacji najpierw przy Śluzie Prądy, na krańcu ul. Spacerowej, a następnie przy ul. Maciaszka, na obszarze 270 m kw. Miał on mieć przynajmniej 127 m, a koszt jego realizacji w lipcu-sierpniu 2020 wyniósł 270 600 zł. Jego otwarcie nastąpiło 5 września 2020.
Sukcesywnie zabudowywane są ostatnie wolne działki budowlane na obszarze dzielnicy. Znikają z kolei obiekty o kilkudziesięcioletniej metryce, lecz niezadowalającym stanie technicznym (np. budynek przy Nakielskiej 98, rozebrany w 2017 czy dawny dom dróżnika kolejowego przy ul. Trentowskiego, zburzony ok. 2017).
Wolne tempo budowy ulic na dzielnicy skłoniły w 2009 Radę Osiedla do podjęcia uchwały o wyłączeniu osiedla z granic administracyjnych miasta. Był to jednak gest symboliczny (rada osiedla nie ma takich uprawnień).
W 2008 przy ul. Spacerowej na wysokości stadionu wybudowano przystań wodną (marinę), którą oddano do użytku w maju 2009. Również w 2009 udostępniono mieszkańcom boisko (tzw. orlika) przy zespole szkół przy ul. Pijarów. W 2010 uruchomiono linię Bydgoskiego Tramwaju Wodnego „Szlakiem śluz”, która 2 razy dziennie połączyła miedzyńską marinę poprzez śluzy Czyżkówko, Okole i Miejską z Rybim Rynkiem w centrum miasta. W 2011 kursowanie tramwaju ograniczono do piątków, sobót i niedziel od czerwca do sierpnia; w 2013 kursowanie linii zapoczątkowano dopiero 5 lipca, a w 2014 – 4 lipca. Od 2015 kursowanie tramwajów wodnych na Miedzyń z powodu remontu Śluzy Miejskiej, a następnie Śluzy Okole, zostało zawieszone.
W maju 2013 nad wejściem do Szkoły Podstawowej nr 18 odsłonięto instalację artystyczną przedstawiającą dzikie łabędzie przygotowujące się do lotu. Rzeźba (proj. Maciej Supryniak) nawiązuje do bajki patrona szkoły (H.Ch. Andersen) i została wykonana z miedzi kwasoodpornej.
W lipcu 2015 na pograniczu osiedla rozpoczęto budowę przystanku kolejowego Bydgoszcz Błonie, którą zakończono w grudniu tego roku. Jego uruchomienie nastąpiło 12 czerwca 2016. Równocześnie wybudowano (na Błoniu) pętlę autobusową „Dworzec Błonie”, która poprawiła dostępność komunikacyjną południowo-wschodniej części dzielnicy.
W grudniu 2017 rozpisano przetarg na przebudowę skrzyżowania ulic Nakielskiej, Łochowskiej i Lisiej na rondo o średnicy 26 m. Prace rozpoczęły się w lipcu 2018 i miały potrwać do jesieni 2018, jednakże ich ostateczne zakończenie nastąpiło w maju 2019. Trwają także prace projektowe nad poszerzeniem ulicy Nakielskiej na odcinku od wiaduktu do Prądów o buspasy.
W 2018 przeprowadzono termomodernizację oraz remont elewacji i korytarzy dwukondygnacyjnego, trójsegmentowego budynku Szkoły Podstawowej nr 35, a rok później zrealizowano w szkole kolejne prace, m.in. położenie nowego parkietu. We wrześniu 2018 przy ul. Nakielskiej 211 powstał mural upamiętniający Tomasza Golloba.
12 maja 2019 na boisku przy ul. Krokusowej zorganizowano pierwszą na terenie miasta wyprzedaż garażową.
W 2019 na wschodnich krańcach osiedla powstał kolejny market, tym razem sieci „Dino”, który otwarto 2 czerwca 2020. 29 kwietnia 2019 w największym jak dotąd pożarze na terenie dzielnicy spłonął market „Mila” przy ul. Nakielskiej 120, który odbudowano i otwarto 14 grudnia 2019.
W 2020 w ramach budżetu obywatelskiego powstała druga na terenie osiedla stacja roweru miejskiego przy skrzyżowaniu ulic Nakielskiej i Żywieckiej (pierwsza zlokalizowana została na ul. Bronikowskiego).

## Ciekawostki
Na terenie Miedzynia znajdowały się niegdyś cmentarze: przy ulicy Widok (po 2 stronach ul. Gromadzkiej) oraz Szczytowej (przy ul. Paprociej). W okresie międzywojennym znajdowały się one pod zarządem miejskim, w tym czasie określano ich lokalizację jako cmentarze przy ul. Trentowskiego oraz Krzywej. Interesujący jest również fakt lokalizacji tutaj 38-metrowej wieży spadochronowej (w pobliżu skrzyżowania ulic Nakielskiej i Bronikowskiego). Obiekt ten stał pierwotnie (od września 1936) na Osiedlu Leśnym (w rejonie ul. Sułkowskiego), a w roku 1950 został przeniesiony na Miedzyń. Dopiero w 1969 r. uznano, że wieża jest już niepotrzebna i rozebrano ją na złom.

### Jezioro Miedzyńskie
Mapa Schroettera z lat 1796-1802 przedstawia na prawym brzegu Kanału Bydgoskiego w rejonie dzisiejszych ulic: Spacerowej i Kartuskiej wydłużony zbiornik wodny, zwany Jeziorem Miedzyńskim (niem. Miedzyniersee). Prawdopodobnie znajdował się na Flisie przed budową kanału i był zbiornikiem przepływowym. Po wybudowaniu Kanału Bydgoskiego jezioro przestało istnieć na skutek osuszenia terenu i obniżenia wody gruntowej. Proces ten został wówczas uznany za jedną ze szkód, jakie powstały na skutek budowy Kanału. Na mapie z przełomu lat 1854/1855 przedstawiono jezioro w stanie zaniku, otoczone podmokłościami, a w 1876 r. obszar zabagniony. Jednak na mapie z 1918 r. i 1932 r. – w miejscu tym występuje na powrót staw o kształcie zbliżonym do tego z połowy XIX w. Obecnie jest to obszar częściowo zabudowany. Na fakt istnienia dawnego jeziora wskazuje jedynie nieznaczne zagłębienie terenu, czytelne z rysunku poziomicowego, oraz fragmentarycznie występujące nieużytki.

### Pozostałości mostu

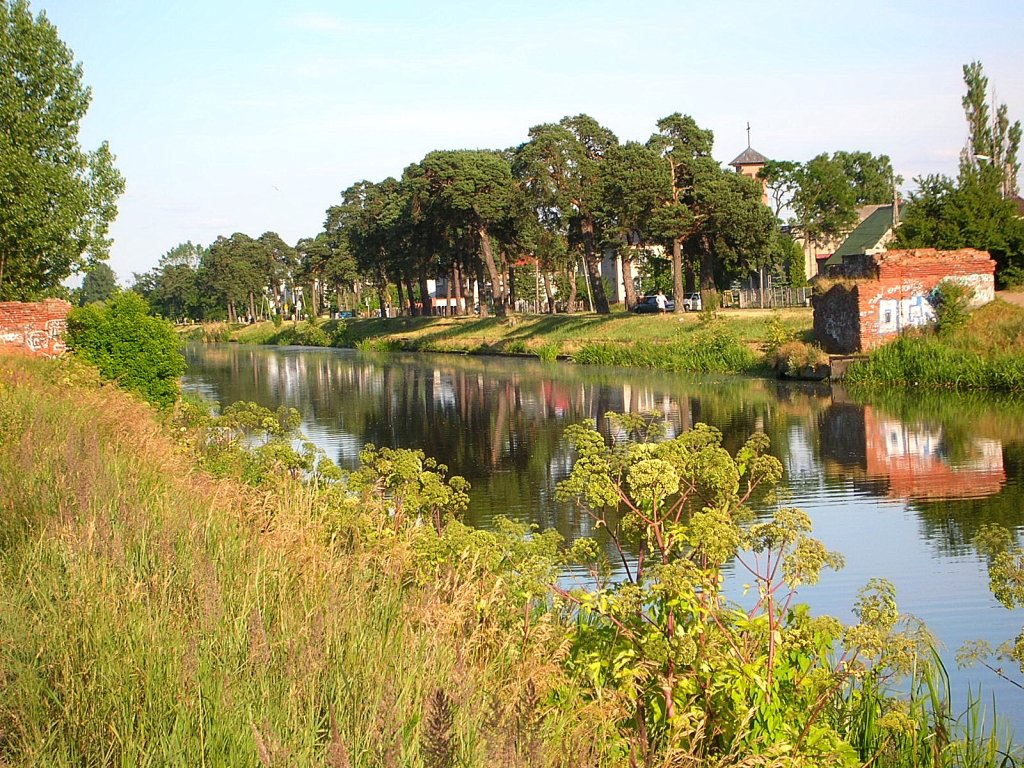
Pozostałości mostu na Miedzyniu.

Przy ulicy Spacerowej, nieopodal wylotu ulicy Żywieckiej, znajdują się pozostałości mostu zwanego dawniej "mostem jazowym" (Fangbrücke) - pierwotnie był to jeden z trzech jazów na Kanale Bydgoskim. Jako most widoczny jest już na mapie z 1854 roku. Do 1916 był to drewniany most zwodzony. W 1916 wybudowano ceglane przyczółki i postawiono żelbetowy most.
We wrześniu 1939 roku został wysadzony przez polskie oddziały wycofujące się z "Przedmościa Bydgoskiego", po czym odbudowany przez niemiecką firmę Windschild-Langelott w 1941 roku. Wysadzony ponownie przez wycofujące się oddziały niemieckie w 1945 roku, do tej pory nie został odbudowany.

### Basen na Miedzyniu

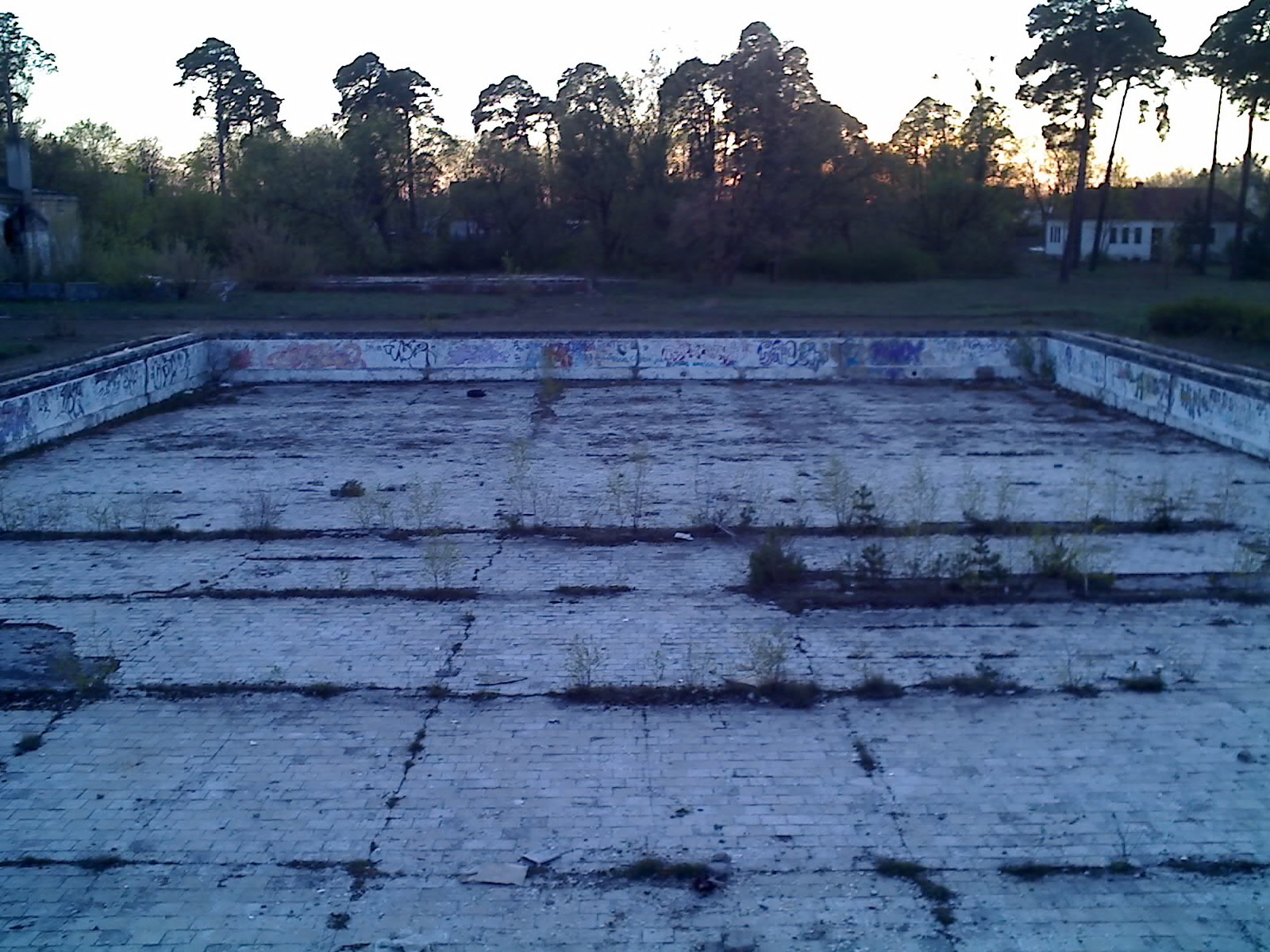
Nieistniejący już basen odkryty na Miedzyniu.

We wrześniu 1951 roku rozpoczęto prace przy budowie publicznego kąpieliska przy ul. Nakielskiej pobliżu Kanału Bydgoskiego i śluzy VI. Przeznaczono na to środki z nadwyżek Funduszu Odbudowy Stolicy. Latem, rok później, otwarto kompleks sportowy składający się z dwóch basenów z trybuną na 1500 widzów i piętrowym budynkiem z szatniami, biurami, natryskami i barem. Mieściło się tu maksymalnie do 3 tys. osób na terenie 4 ha. Kąpielisko wyposażono m.in. w brodziki dla dzieci, piaskownice, solarium, szatnie i natryski. Do 1960 roku administrował nim Zarząd Zieleni Miejskiej, następnie Miejskie Przedsiębiorstwo Gospodarki Komunalnej. W lutym 1974 r. przejął go Miejski Ośrodek Sportu i Rekreacji. W latach 70. Biuro Projektów Budownictwa Komunalnego opracowało plany remontu basenu i budowy kolejnego. Na skutek pogarszającego się stanu technicznego, w 1993 r. basen został zamknięty. Niszczejący budynek restauracji rozebrano kilkanaście lat później, a teren dawnego basenu władze miejskie sprzedały w 2003. W 2010 Krzysztof Nowicki zrealizował o obiekcie film dokumentalny „Basen”(film), który można było zobaczyć na festiwalu „KolorOffOn"” w „Mózgu”.
W maju 2015 na części obszaru dawnego kąpieliska o pow. 2,6 ha rozpoczęła się realizacja hotelu i stacji paliw, w wyniku czego niecka dawnego basenu przestała istnieć. 17 marca 2017 firma Hurtostal otworzyła w tym miejscu obiekt handlowy o nazwie Galeria Miedzyń z czterogwiazdkowym hotelem z 25 pokojami i restauracją Wodnik, fitness oraz pawilonem usługowo-handlowym. Powstał tu również ogólnodostępny ogród francuski z 20 tys. roślin, z fontannami i sadzawką. W 2020 w miejscu dotychczasowego marketu sieci Piotr i Paweł otwarto tu market sieci Eurospar.

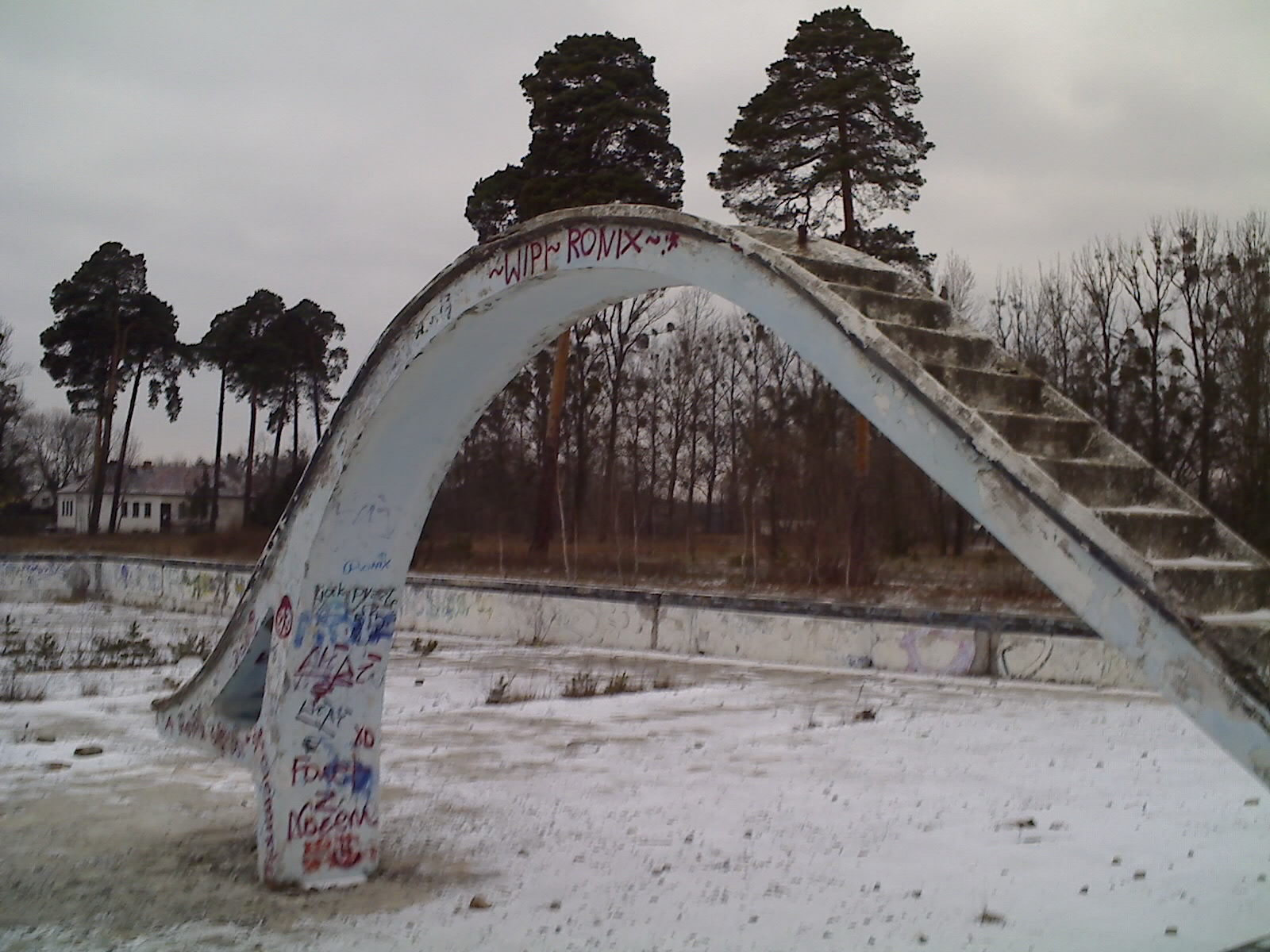
Zjeżdżalnia na terenie nieistniejącego już basenu na Miedzyniu.
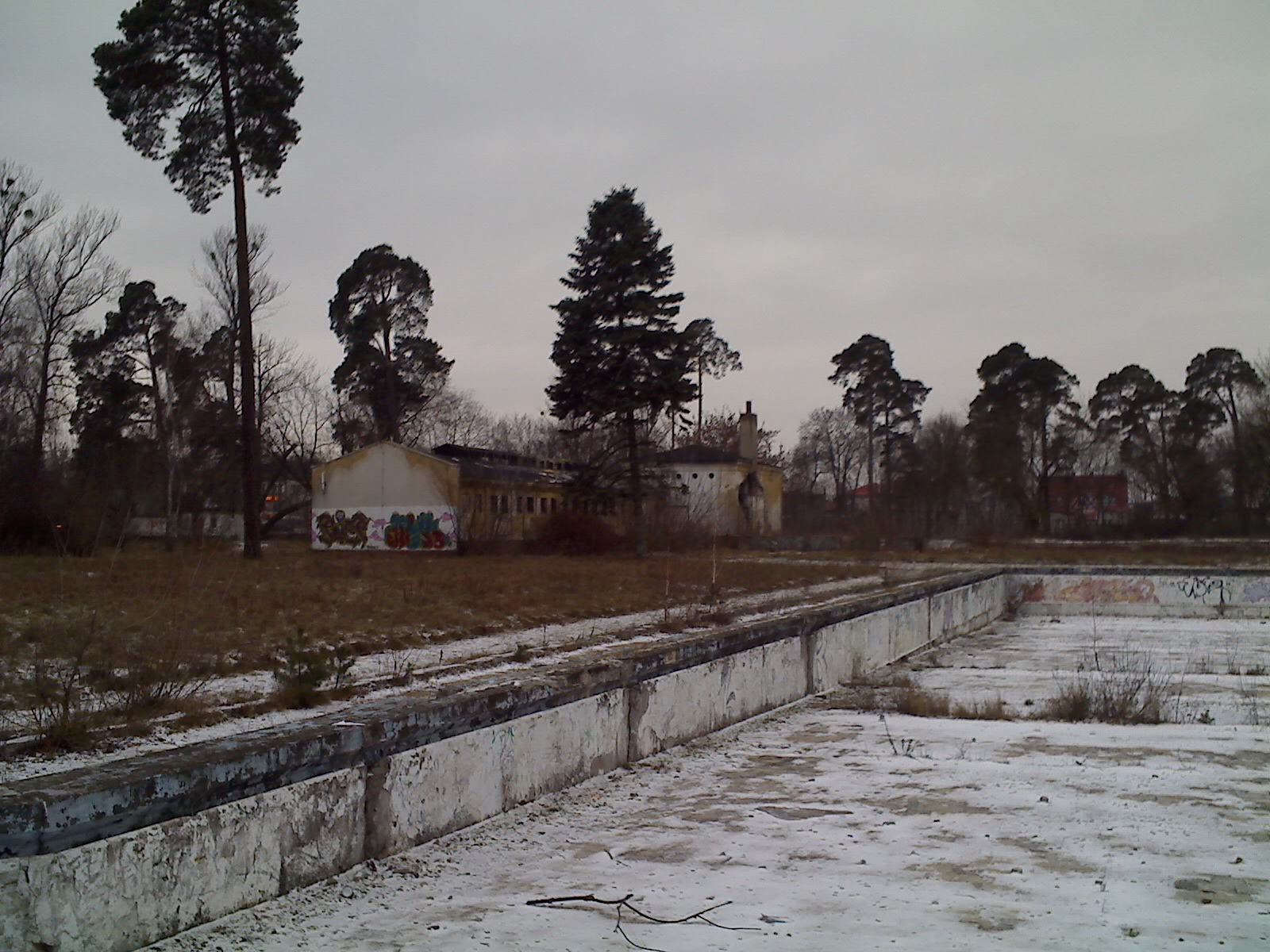
Pozostałości nieistniejącego już basenu na Miedzyniu.
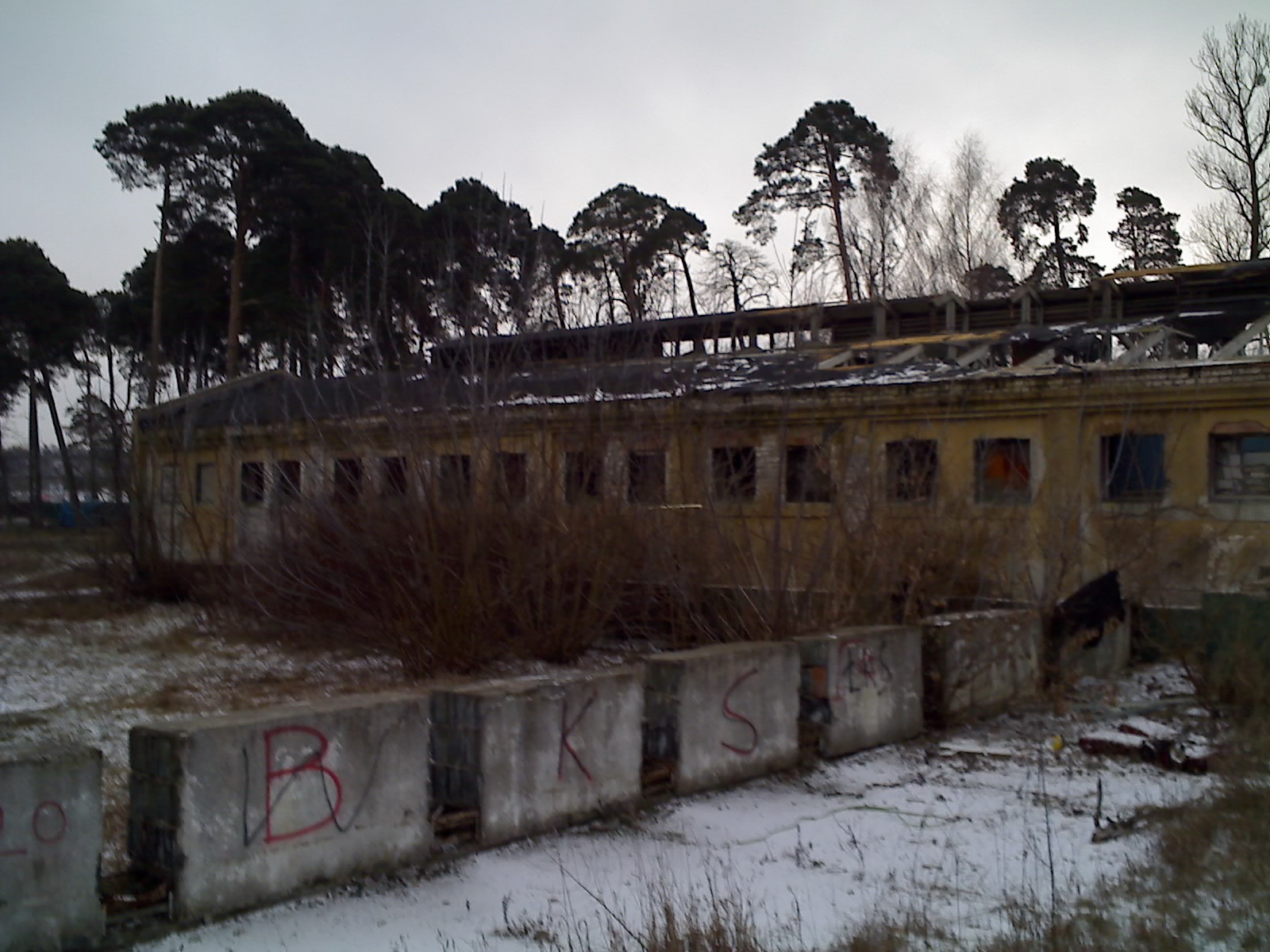
Pozostałości nieistniejącego już basenu na Miedzyniu.
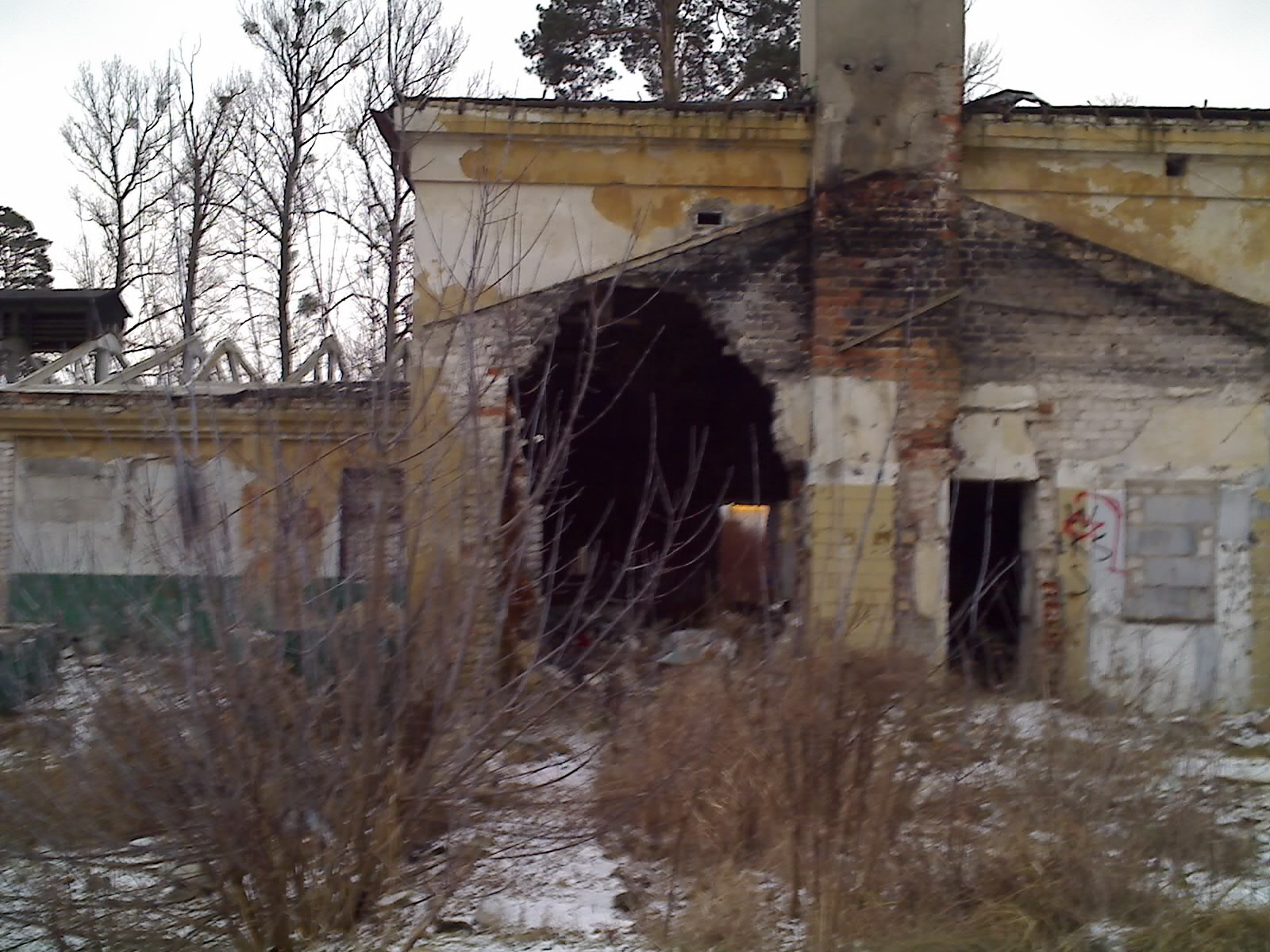
Pozostałości nieistniejącego już basenu na Miedzyniu.
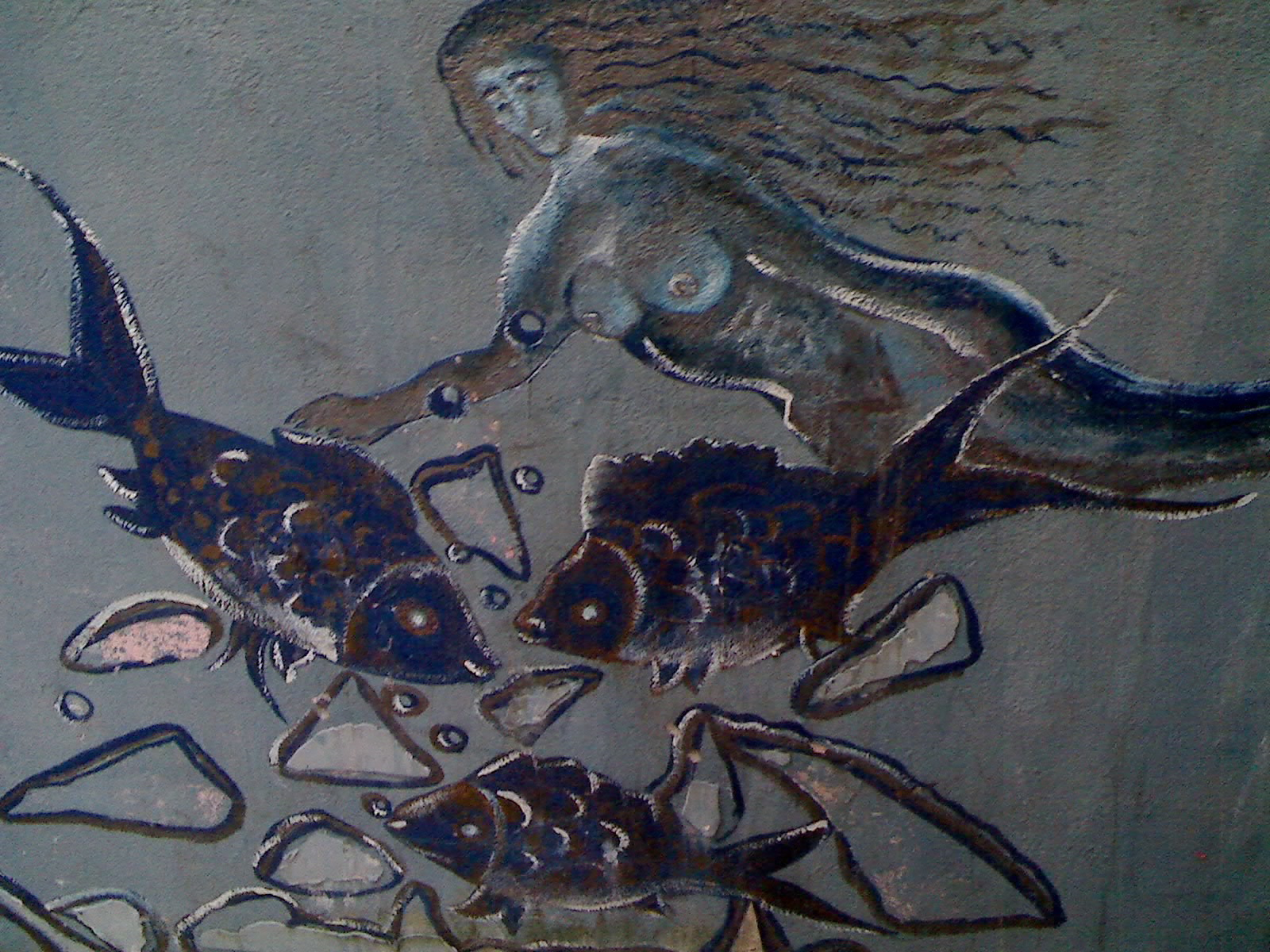
Graffiti znajdujące się w jednym z budynków nieistniejącego już basenu na Miedzyniu. Autor nieznany.

Archiwalne zdjęcia z budowy basenu można znaleźć tutaj.

### Zabytki
Najcenniejszym zabytkiem na terenie Miedzynia jest VI śluza na Starym Kanale Bydgoskim z 1794 r., remontowana następnie w latach: 1808, około 1987 i 1996-1997; od 2005 w rejestrze zabytków.

### Tramwaj na Miedzyń
W marcu 1955 Biuro Projektów Budownictwa Komunalnego w Bydgoszczy opracowało założenia pod budowę linii tramwajowej na osiedle Miedzyń i Prądy. Trasa miała zaczynać się od mostów Solidarności, wzdłuż ul. Nakielskiej aż do ul. Łochowskiej. Budowy zaniechano z uwagi na wysokie koszty, w tym przebudowy wiaduktu kolejowego nad ul. Nakielską, czemu sprzeciwiało się PKP. Przy wiadukcie zbudowano jedynie pętlę tramwajową.

### Fordoński Miedzyń
Miedzyń na mapie dzisiejszej Bydgoszczy występuje jako nazwa dwóch odrębnych starych osad. Jedna z nich oddzielona jest od Śródmieścia przedmieściem Wilczak, natomiast druga znajdowała się na dolnym tarasie Fordonu, w pobliżu Zbocza Fordońskiego. W majątku Miedzyń pod Fordonem spędzał w latach 30. XX w. wakacje m.in. Jeremi Przybora.

### Teledysk
Opuszczony basen obiektów Gwiazda Bydgoszcz był jednym z planów teledysku artysty Mrozu do utworu „Rollercoaster” z albumu z 2012 o tym samym tytule.

## Sport

### Gwiazda Bydgoszcz
Na Miedzyniu znajduje się Międzyzakładowy Klub Sportowy Gwiazda Bydgoszcz, najstarszy bydgoski klub założony 26 kwietnia 1920 roku. Składa się z 4 sekcji: piłkarskiej, zapaśniczej, tenisa stołowego oraz brydżowej.
Z Gwiazdą związany jest Stefan Majewski, były jej piłkarz, reprezentant Polski, trener oraz Marcin Thiede. 26 lipca 2006 klub podpisał umowę z drugoligowym Zawiszą Bydgoszcz S.A., czyniąc z piłkarskiej sekcji Gwiazdy drużynę rezerw Zawiszy. Zawisza/Gwiazda Bydgoszcz rozpoczęła sezon 2006/07 od V ligi. W sezonie 2007/08 MZKS Gwiazda zagrała w IV lidze.
Sekcja zapaśnicza szczyci się natomiast Bartłomiejem Bartnickim, zapaśnikiem, olimpijczykiem z Aten 2004.

### Baza Bydgoszcz
Uczniowski Baseballowy Klub Sportowy Baza Bydgoszcz – powstał w roku 1994 przy Szkole Podstawowej nr 35 im. Jarosława Dąbrowskiego w Bydgoszczy z inicjatywy Beaty Kruszczyńskiej-Henke, która pozostaje jego prezesem. Obecnie klub startuje w I lidze seniorów. Obecnie klub stara się o pozyskanie środków na budowę własnego boiska.

## Kościoły i związki wyznaniowe na Miedzyniu
- Parafia Najświętszej Maryi Panny z Góry Karmel ul. Spacerowa 69, wywodząca się z ośrodka duszpasterskiego sióstr karmelitanek. Po przeprowadzce sióstr do Tryszczyna utworzono tutaj parafię, sięgającą pierwotnie do ulicy Widok. Kościół powstał z wielokrotnie przebudowywanej kaplicy, a jego poświęcenie nastąpiło w czerwcu 1991 roku. Pierwszym proboszczem parafii był ks. prałat Kazimierz Drapała (na Miedzyniu pojawił się 1 lipca 1971 jako kapelan sióstr karmelitanek), obecnie jest nim ks. Krzysztof Panasiuk.
- Parafia pw. św. Urszuli Ledóchowskiej ul. Orna 6, erygowana 1 stycznia 1984. Budowę kościoła zakończono w 1990 roku, a jego konsekracja nastąpiła w 1992 roku. Proboszczem parafii od chwili jej utworzenia jest ks. Mieczysław Bieliński.
- Parafia bł. Michała Kozala Biskupa i Męczennika ul. Nakielska 303, utworzona 1 stycznia 1995. Proboszczem jest ks. Tadeusz Putz.
- Świadkowie Jehowy – zbory: Bydgoszcz–Miedzyń, Bydgoszcz–Prądy i Sala Królestwa, ul. Planty 28[175].
- Dodatkowo na ul. Borówkowej 9 znajduje się dom Zgromadzenia Misyjnego Służebnic Ducha Świętego.

## Szkoły na Miedzyniu
- Zespół Szkół nr 23 ul. Nakielska 273
  - Szkoła Podstawowa nr 35 im. Jarosława Dąbrowskiego ul. Nakielska 273, do 2019 jako część Zespołu Szkół nr 23, obejmującego również Gimnazjum nr 34
- Zespół Szkół nr 8 ul. Pijarów 4
  - Szkoła Podstawowa nr 18 im. Hansa Christiana Andersena
  - Przedszkole nr 6
  - Gimnazjum nr 33 (do 2019)

## Ludzie związani z Miedzyniem
- Bartłomiej Bartnicki – zapaśnik, wychowanek Gwiazdy Bydgoszcz, olimpijczyk
- Maciej Bierwagen – doktor nauk medycznych, neurochirurg, były piłkarz Zawiszy Bydgoszcz
- Mateusz Bierwagen – koszykarz bydgoskiej Astorii
- Franciszek Bronikowski – zdobywca pierwszego medalu (brąz) olimpijskiego w historii polskiego wioślarstwa – czwórka ze sternikiem (Amsterdam 1928)
- Roman Cichon – profesor nauk rolniczych, absolwent SP nr 18, współorganizator kierunku Dietetyka w Collegium Medicum.
- Zdzisław S. Dandelski (1880-1954) – doktor nauk medycznych, chirurg, działacz społeczny, uczestnik Powstania Warszawskiego
- Aleksander Dętkoś – rzeźbiarz, góral, od lat 70. mieszka na Miedzyniu
- Paulina Chylewska – dziennikarka, prezenterka TVP1
- Tomasz Gollob – żużlowiec, mieszkaniec Miedzynia
- Marek Harat – profesor nauk medycznych, ordynator Neurochirurgii 10 WSKzP
- Franciszek Harczenko – zapaśnik, działacz Gwiazdy Bydgoszcz, co rok na jego cześć odbywa się w Bydgoszczy memoriał zapaśniczy
- Kazimierz Harczenko (zm. 2 grudnia 2002) – piłkarz, zapaśnik, wychowanek a od 1981 gospodarz obiektów i działacz Gwiazdy Bydgoszcz
- Arkadiusz Jawień – prof. nauk med., prezes Polskiego Towarzystwa Chirurgii Naczyniowej, mieszkaniec dzielnicy
- Marek Leśniewski – kolarz klubów amatorskich i grup zawodowych, selekcjoner polskiej kadry szosowej młodzieżowców i juniorów, trener, sześciokrotny mistrz Polski, olimpijczyk
- Stefan Majewski – piłkarz, wychowanek Gwiazdy Bydgoszcz
- Piotr Malukiewicz – doktor nauk medycznych, neurochirurg
- Ryszard Oliński – kierownik Katedry i Zakładu Biochemii Klinicznej Collegium Medicum UMK
- Marcin Pawłowski – Muzyk, producent muzyki hip-hop i instrumentalnej
- Grzegorz Planutis – doktor nauk medycznych, neurochirurg
- Michał Robacki – żużlowiec, właściciel sieci pizzerii
- Małgorzata Rogatty – dziennikarka i prezenterka Telewizji Polskiej w Bydgoszczy
- Jan Rulewski – poseł na Sejm I, II i III kadencji, następnie senator, działacz związkowy Solidarności
- Edward Statkiewicz (1921-1970) – skrzypek, laureat międzynarodowych konkursów w Genewie (1948), Berlinie (1951), Poznaniu (1952), pedagog akademicki, Prezes Tow. Muz. im. Henryka Wieniawskiego
- Jan Szkaradek (1933-1999) – artysta malarz, pedagog Państwowego Liceum Sztuk Plastycznych w Bydgoszczy
- Robert Wichrowski – prezenter TVN (m.in. Gale boksu), reżyser filmu „Francuski numer”
- Kosma Złotowski – Prezydent Miasta Bydgoszczy w latach 1994-1995, Poseł na Sejm III kadencji, radny Bydgoszczy w latach 2002-2005, senator 2005-2007

## Rada Osiedla
Pod względem administracyjnym Miedzyń łącznie z Prądami tworzy jednostkę pomocniczą samorządu Miasta Bydgoszczy jako osiedle Miedzyń – Prądy. Rada Osiedla Miedzyń-Prądy mieści się przy ul. Pijarów 4.

## Miedzyńskie ulice (148)
- Akacjowa
- Bartnicza
- Białobłocka
- Biłgorajska
- Bluszczowa
- Błękitna
- Borowikowa
- Borówkowa
- Botaniczna
- Bronikowskiego, Józefa, 1939-45 Jean Paul Strasse
- Brzezińska
- Brzoskwiniowa
- Cedrowa
- Chłopska
- Chorzowska
- Cieplicka
- Cytrusowa
- Czeremcha
- Czereśniowa
- Czorsztyńska
- Daglezjowa
- Daktylowa
- Dęblińska
- Dożynkowa
- Fiołkowa
- Glebowa
- Gliwicka
- Głogowska
- Gminna
- Górna, 1939-45 Katzenweg (pol. Kocia Droga)
- Grajewska
- Gromadzka
- Grójecka
- Grzybowa
- Hebanowa
- Hrubieszowska
- Iglasta
- Irysowa
- Jagodowa
- Jałowcowa
- Janowiecka
- Jarosławska
- Jeleniogórska
- Jesienna
- Jeżynowa
- Jędrzejewska
- Kalinowa
- Kartuska, 1939-45 Karthäuser Strasse (tłumaczenie nazwy polskiej)
- Katowicka
- Kłosowa
- Kokosowa
- Konwaliowa
- Koszykowa
- Kościerska
- Koźlakowa
- Krokusowa
- Krośnieńska
- Krotoszyńska
- Krzywa, 1939-45 Sperlingsgasse, pol. Wróbla
- Kurkowa
- Kwidzyńska
- Lawendowa
- Legnicka
- Leszczyna, do 1920 i 1939-45 Waldweg, pol. Leśna Droga
- Letnia
- Liściasta
- Ludowa
- Maciaszka, Jana, 1920-39 Inflancka lub Inflantska, 1939–1945 Dorfstrasse (Wiejska), do VI 1991 Aleksandra Kostki Napierskiego
- Maciejowicka
- Mahoniowa
- Makowa
- Malinowa
- Miedzyńska
- Miodowa
- Młynarska
- Modlińska
- Morelowa
- Muchomorowa
- Na Uboczu
- Nakielska, 1939-45 Ludendorffstrasse (Ludendorffa)
- Notecka
- Oleśnicka
- Olszówkowa
- Orawska, 1939-45 Zipser Strasse (Spiska)
- Orna
- Orzechowa
- Osada, 1939-45 Rentenkolonie, pol. Kolonia Rencistów
- Oświęcimska
- Owocowa
- Pagórek, do 1920 Bergstrasse, 1939-45 Hügelstrasse (tłumaczenie)
- Palisandrowa
- Pasieczka
- Pasieczna
- Pieczarkowa
- Pijarów, do 1920 Schulstrasse (Szkolna), 1939-45 Tulpenstrasse (Tulipanowa)
- Pilska
- Planty
- Plażowa
- Podnóże
- Polanicka
- Porzeczkowa
- Potulicka
- Poziomkowa
- Przedwiośnie
- Przemyska
- Przyleśna (według pierwotnych planów zamierzano jej nadać nazwę Rżysko)
- Pszczelna
- Pszczyńska
- Radomska
- Rydzowa
- Rzepakowa
- Rzeszowska
- Sanocka
- Sąsiedzka
- Sierpowa
- Siewna
- Sosnowa
- Spacerowa
- Strzegowa
- Strzegowska
- Suwalska
- Szczytowa
- Sztumska
- Ślesińska
- Świdnicka
- Tarnowska
- Tczewska, 1939-45 Dirschauer Strasse (tłumaczenie)
- Trawnik
- Trentowskiego, Bronisława, do 1920 Bahnweg (pol. Droga Kolejowa), 1939-45 Inselstrasse (podjazd, pol. Wyspowa)+ Ulmenstrasse (reszta ulicy)
- Truskawkowa
- Wałbrzyska
- Warzywna (według pierwotnych planów zamierzano jej nadać nazwę ul. Owsiana)
- Wejherowska, 1939-45 Neustädter Strasse (tłumaczenie)
- Widok, 1939-45 Zur Schönen Aussicht (pol. Na piękny widok)
- Wieśniacza
- Wiklinowa
- Wiosenna
- Wiśniowa
- Wolińska
- Woskowa
- Zamiejska
- Zapłotek
- Zasobna (według pierwotnych planów miała nazywać się Lniana)
- Zgorzelecka
- Żniwna
- Żubrowa
- Żurawinowa
- Żytnia
- Żywiecka
- Żyzna

Spośród 167 ulic znajdujących się na obszarze osiedla Miedzyń-Prądy 145 to drogi gruntowe bez nawierzchni utwardzonej. W 2017 liczba ich spadła do 122.

## Komunikacja miejska
- Linia autobusowa nr 56 Belma – Glinki BFM
- Linia autobusowa nr 62 (Garbary – Belma lub Lisia)
- Linia autobusowa nr 36N (Łęgnowo – Lisia lub Belma)

Do 1984 r. kursowała tutaj również linia 201 Belma – Nakielska – Bronikowskiego – Grunwaldzka – Królowej Jadwigi – Mazowiecka (wówczas Hanki Sawickiej; powrót przez ul. Sowińskiego i Dworzec Główny PKP).
Jeszcze wcześniej (w lipcu 1971) przestała kursować linia 56 BIS Belma – Osiedle Leśne (22 Lipca, ob. 11 Listopada). Starsi mieszkańcy wspominają, że przez pewien czas linia rozpoczynała kursy na ul. Pijarów (około 1965-66r.), jej wydłużenie do Belmy wiązało się z czasową kasacją linii 101, będącej z kolei poprzedniczką linii 201.
Linia 56 uruchomiona została uruchomiona 20 listopada 1956 jako linia 6 na trasie Plac Zjednoczenia (ob. Plac Teatralny – Czerwonej Armii (ob. ul. Marszałka Focha – Olszewskiego (ob. ul. Kordeckiego) – Dolina – Nakielska – Prądy. Od 1961 do 1975 kursowała ze Starego Rynku, na przełomie 1975/76 z Wyżyn, a od stycznia 1976 z Placu Kościeleckich. Obecny numer linia uzyskała w listopadzie 1962. 1 października 1966 wydłużona została do Belmy.
Ok. 2000 kursowała linia mikrobusowa 312 Leszczyna (z rejonu Ornej) - Widok - Plac Kościeleckich.
16 stycznia 2016 linia 56, kursująca dotąd z pl. Kościeleckich do Belmy lub ul. Lisiej (z wariantem 56G z węzła Garbary), została wydłużona na Glinki, a dotychczasowy wariant linii (56G) przekształcono w odrębną linię 62. Jednocześnie dotychczasowa nocna linia autobusowa 35N, kursująca dotąd po trasie okrężnej z pl. Kościeleckich przez ul. Nakielską, Bronikowskiego, Grunwaldzką, Rekinową, obwodnicę i Nakielską została wycofana z Miedzynia i zastąpiona nową linią 36N.
1 marca 2020 uruchomiono linię podmiejską o nr 90 w relacji Garbary - Belma - Łochowice Nakielska/Zajęcza.

## Komunikacja podmiejska
7 września 1929 Stanisław Niewitecki z Fordonu uruchomił na ul. Nakielskiej linię autobusową Bydgoszcz - Prądy - Łochowo, obsługiwaną angielskimi autobusami Morris. Kursy realizowane były co dwie godziny, z Bydgoszczy od 7:15 do 19:00, z Łochowa od 8:00 do 20:00.
W l. 90. XX wieku przez Miedzyń przejeżdżały bez zatrzymania autobusy PKS w Bydgoszczy, kierujące się do Nakła, Potulic, Łochowa, Łochowic, Mroczy, Wyrzyska oraz Gródka Krajeńskiego przez Łobżenicę. Od 24 maja 2008 autobusy PKS zaczęły się zatrzymywać również na obszarze dzielnicy przy ul. Widok i Żywieckiej (a także Wrzesińskiej; początkowo tylko w realizowanych pod marką UNIBUS kursach do Łochowic). Pojawiły się także konkurencyjne linie prywatne - najpierw mikrobusowa 313 do Łochowic, a następnie 408 łącząca Bydgoszcz z Paterkiem. 